# Basilica di Notre-Dame des Enfants
La Basilica di Nostra Signora dei Bambini (in francese: basilique Notre-Dame des Enfants), è una chiesa di Châteauneuf-sur-Cher, in Francia, appartenente all'arcidiocesi di Bourges, è classificata come Monumento storico di Francia dal 1983.

## Storia
Arrivato nel 1861, il nuovo parroco appena nominato – padre Jacques-Marie Ducros, dell'arcidiocesi di Bourges - trovò una chiesa parrocchiale in pessime condizioni.
Desideroso di ricostruire l'edificio, gli venne l'idea di fare appello alla generosità dei bambini e lanciò una sottoscrizione in tutta la Francia, chiedendo “due soldi” a ogni bambino, in cambio dei quali promette di pregare per lui la Vergine Maria. Gli giunsero non solo parecchi «soldini», ma anche tante lettere, tra cui quella scritta da una bambina di dieci anni che viveva a Semur-en-Brionnais: 
“Lei ci annuncia, signor Parroco, che il nuovo santuario che sta costruendo sarà dedicato alla Madonna dei Bambini. Che bel nome! La Beata Vergine, invocata sotto questo titolo, si compiacerà di riempire l'infanzia delle più abbondanti grazie".
Con sua grande sorpresa, una giovane gli inviò la propria offerta e le proprie congratulazioni per aver voluto che il nuovo santuario fosse dedicato alla Madonna dei Bambini, così che la Beata Vergine, invocata sotto questo titolo, potesse compiacersi di elargire all'infanzia le più abbondanti grazie. Con l’impulso di questa iniziativa, molte donazioni continuarono ad arrivare.
Da lì nacque l'idea del nome, e nel 1866 fu creata la confraternita della Madonna dei Bambini. Fu eretta in arciconfraternita con un breve apostolico di papa Pio IX il 21 gennaio 1870.
Il 29 agosto 1869 la prima pietra della chiesa fu benedetta da mons. de La Tour d'Auvergne, arcivescovo di Bourges. I progetti per le fondamenta sono di Edouard Marganne, architetto di Vendôme, quelli per la struttura si devono a M. Auclair, architetto di Bourges. 
Il nuovo progetto della chiesa non avrebbe visto la luce senza la fattiva collaborazione di fratel Hariolf della congregazione dei Fratelli delle scuole cristiane (al secolo Pierre Fayolle), direttore della scuola per ragazzi di Châteauneuf-sur-Cher, appassionato di architettura e costruzione; egli supervisionò i lavori di costruzione e portò a termine l'importante cantiere.
Le strutture portanti furono completate nel 1879 e gli allestimenti interni nel 1886.
Nel 1896, papa Leone XIII eresse il santuario a basilica minore. La chiesa fu consacrata il 24 aprile 1898.

## Descrizione
La basilica di Notre-Dame-des-Enfants si trova in rue du Château a Châteauneuf-sur-Cher; è in stile neogotico.
Misura ottanta metri di lunghezza, mentre la chiave di volta raggiunge un’altezza di ventuno metri; la sua ampia navata è delimitata da due file di esili colonne e presenta undici campate. Annessa alla basilica è la cappella di Notre-Dame des Enfants.

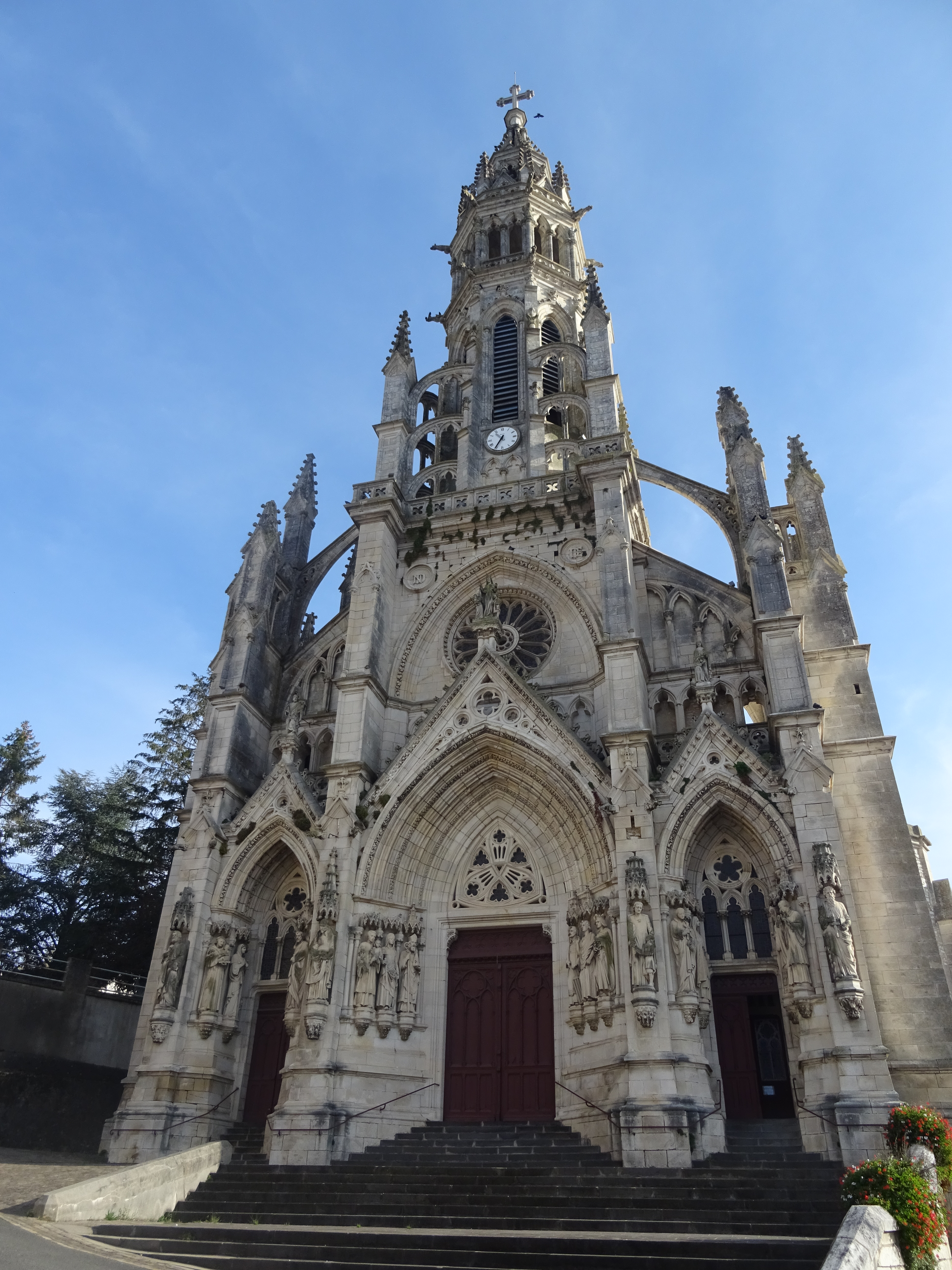
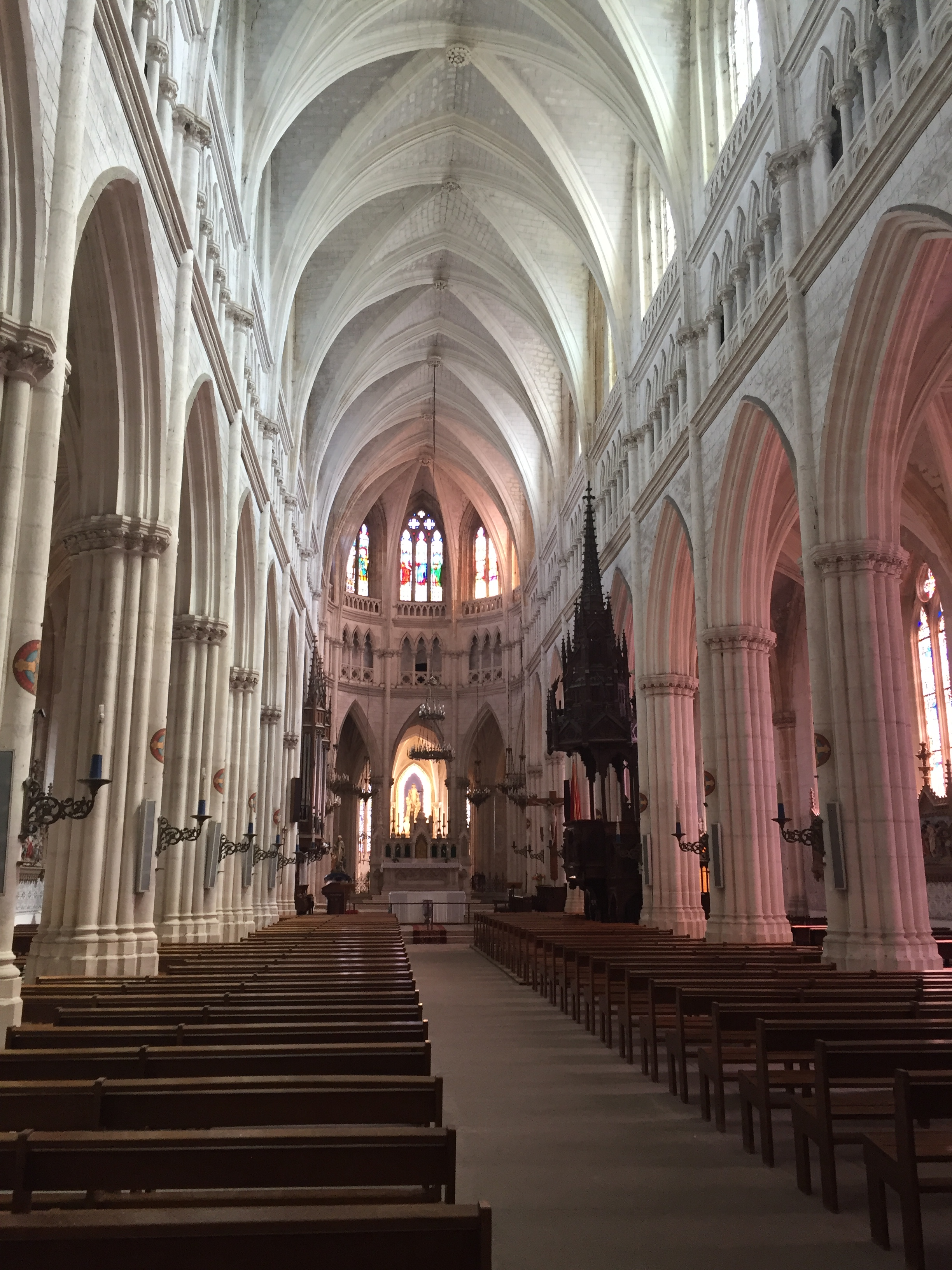
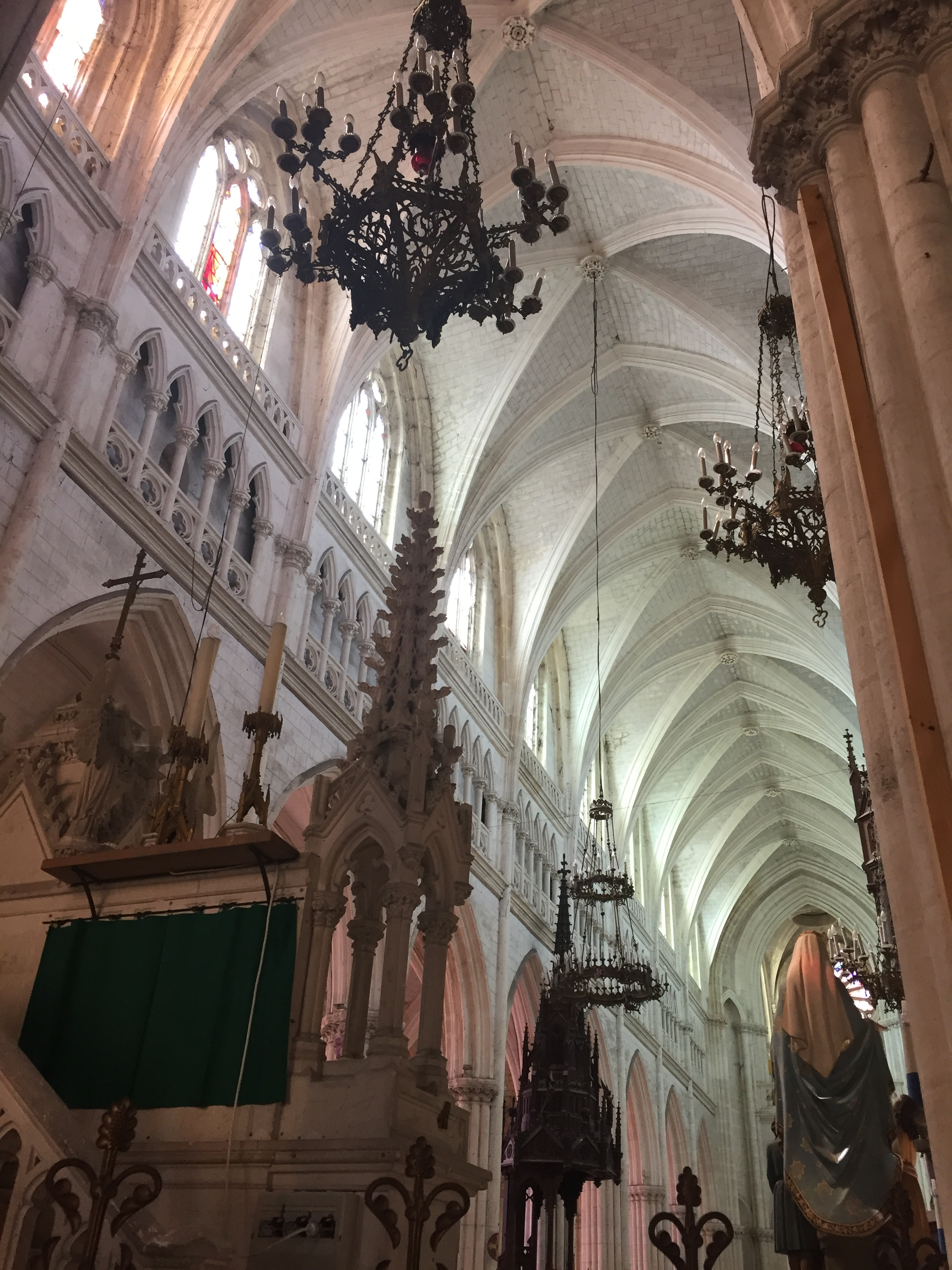
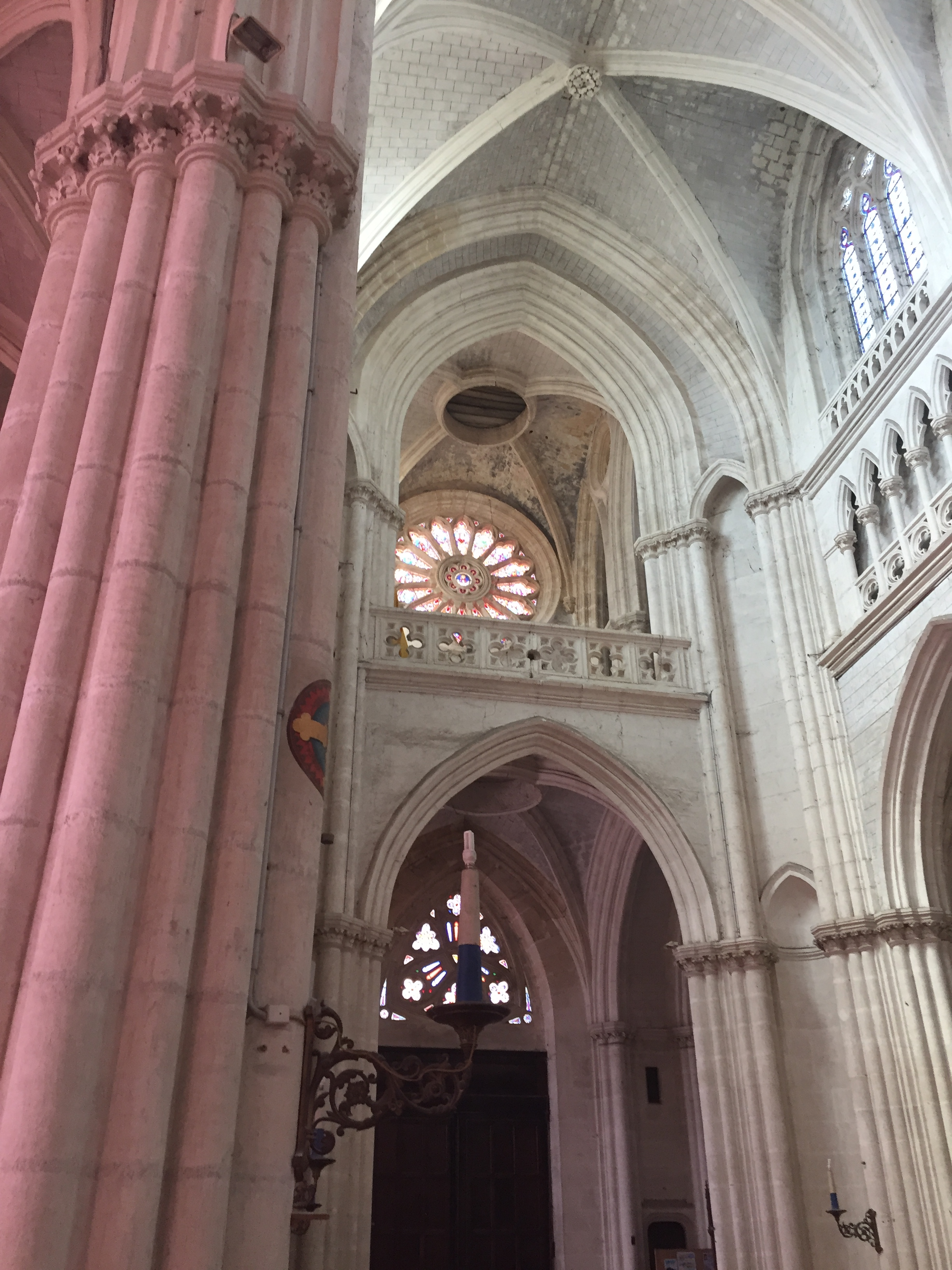
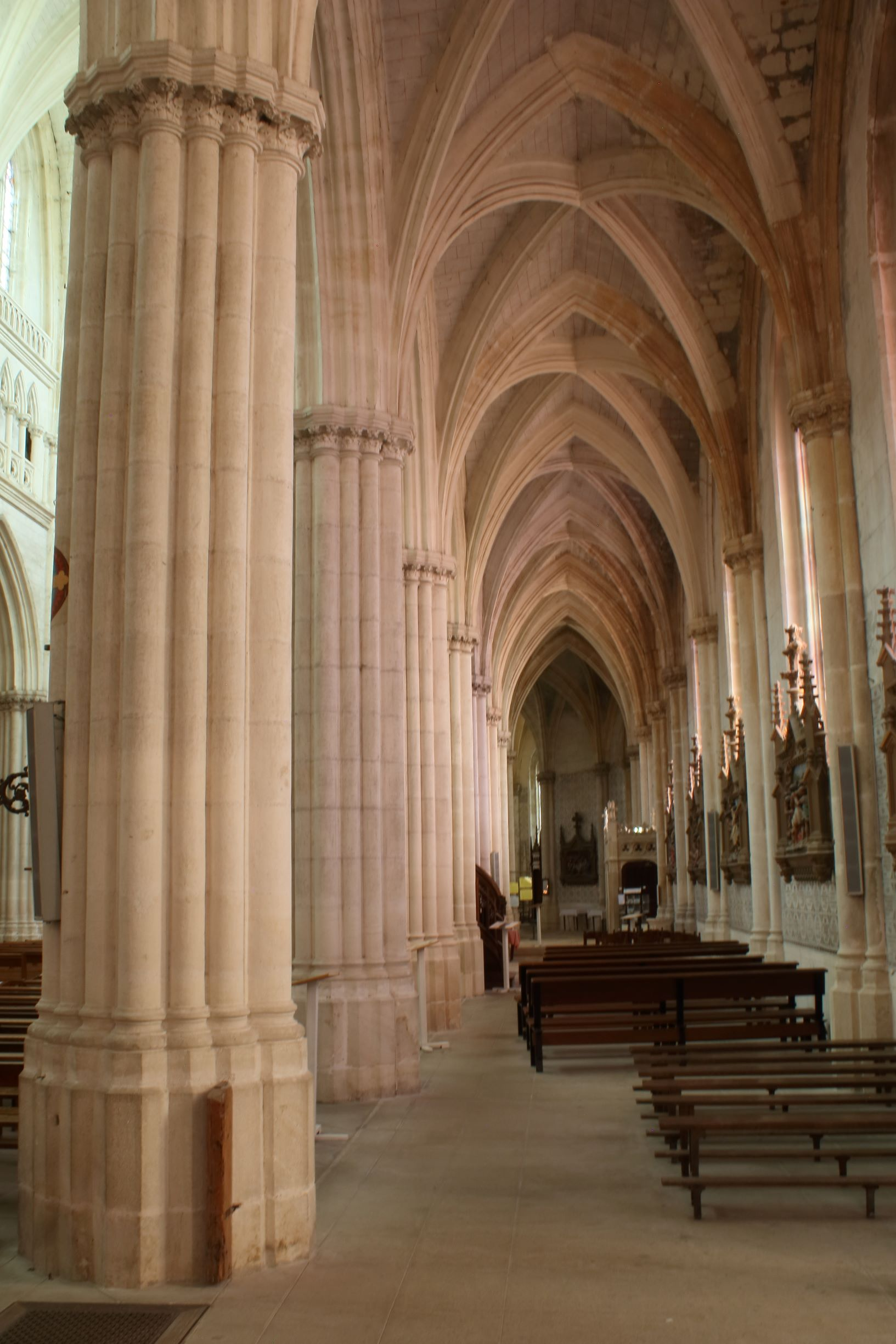
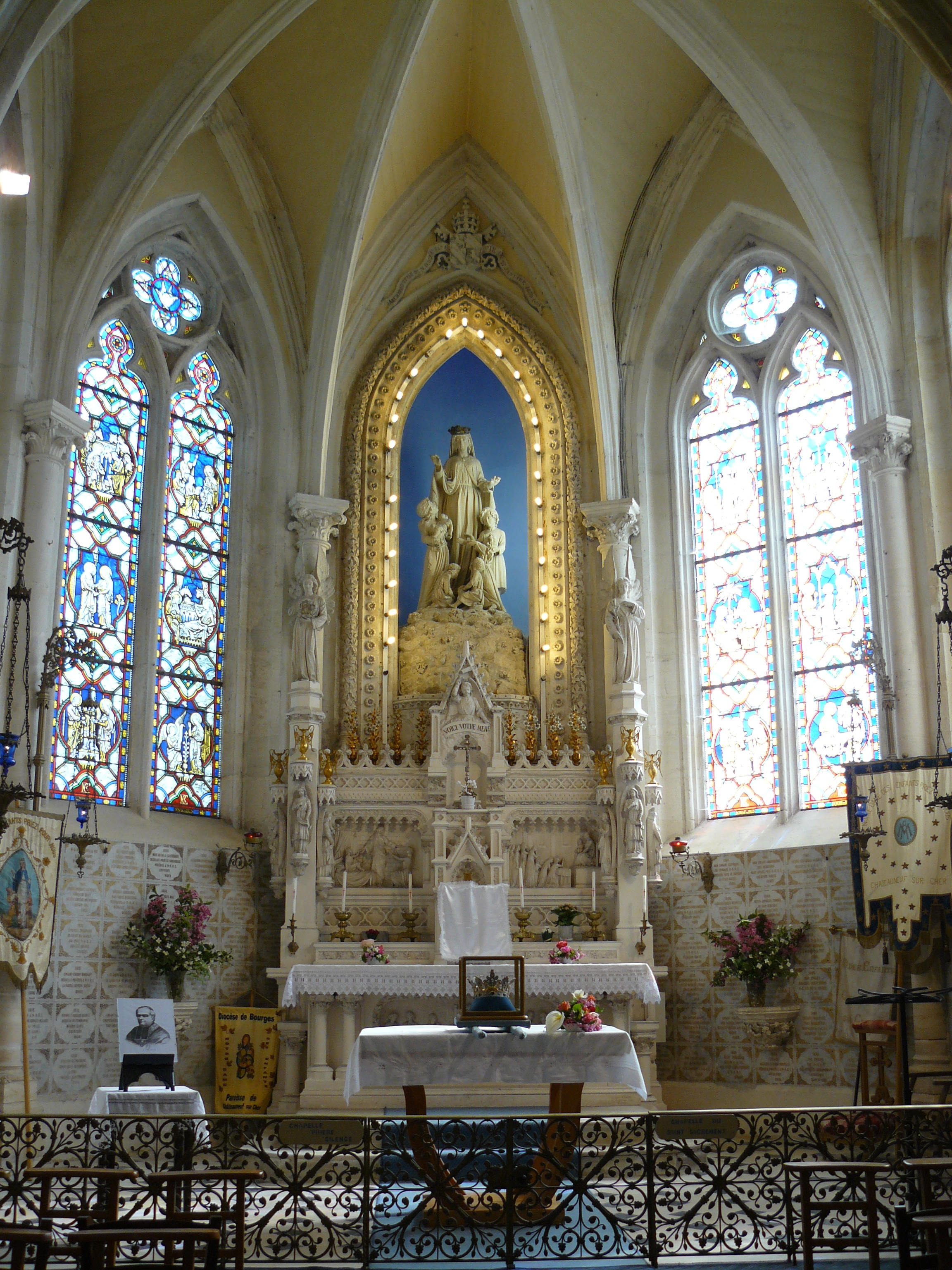

### Le sculture dei portali
L'architetto Auclair ricorse allo scultore Caussé – di Bourges – per realizzare le ventuno statue o gruppi scultorei: i tre dominanti, gli altri quattro che sporgono sui contrafforti del portale centrale e i quattordici dei portali laterali.
I soggetti delle varie statue che ornano la basilica di Notre-Dame des Enfants sono santi che sono stati scelti in relazione all'infanzia: Vincenzo de' Paoli, Giovanni Battista de La Salle, Antonio di Padova, Solange di Bourges, patrona di Berry, Giacomo il Maggiore, Luigi Gonzaga, Germana Cousin, Osmundo di Salisbury, San Lorenzo, Sinforiano di Autun, Luigi IX di Francia, Giovanni Berchmans, Teresa d'Avila, Stanislao Kostka, Biagio di Sebaste.

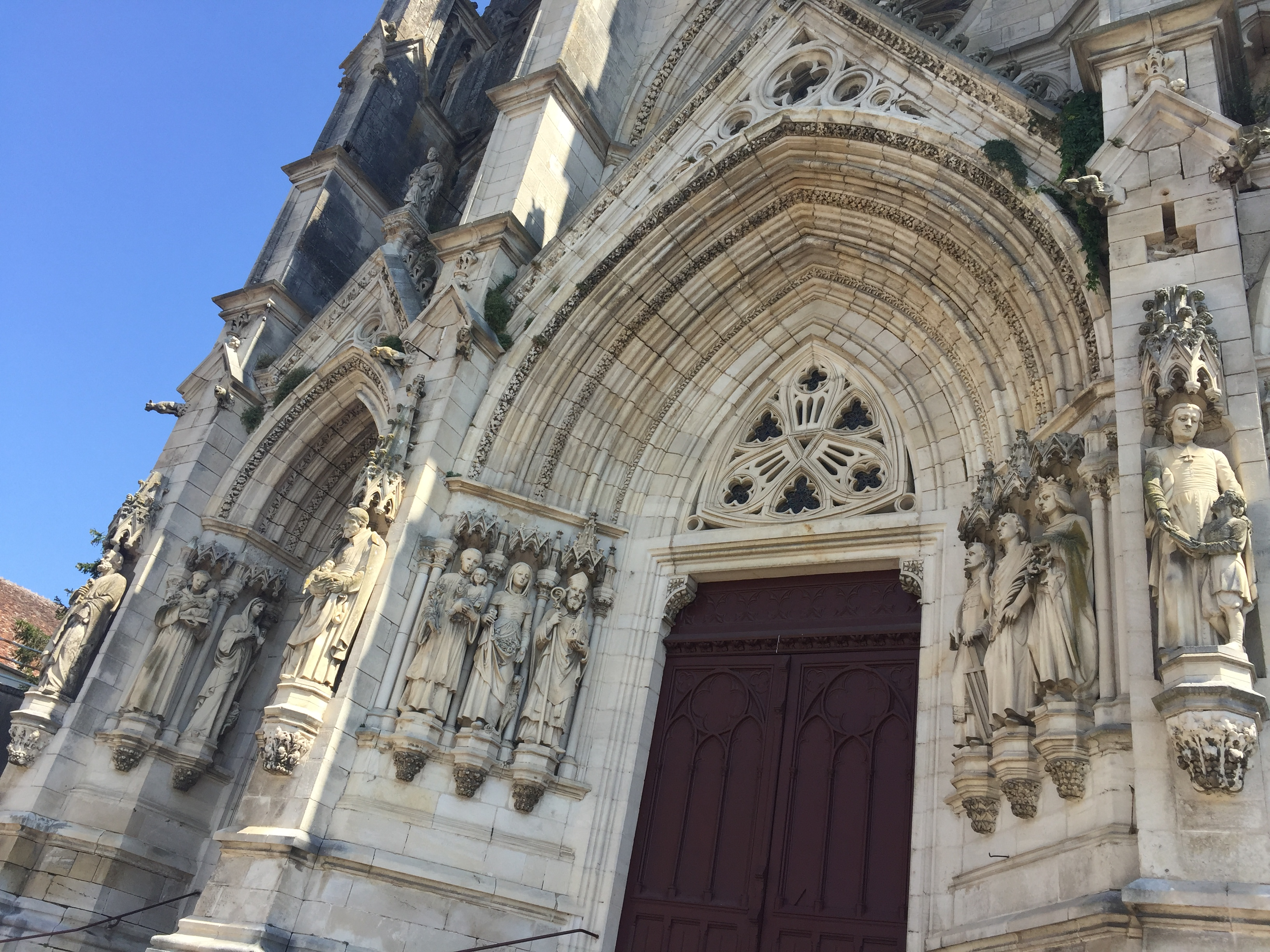
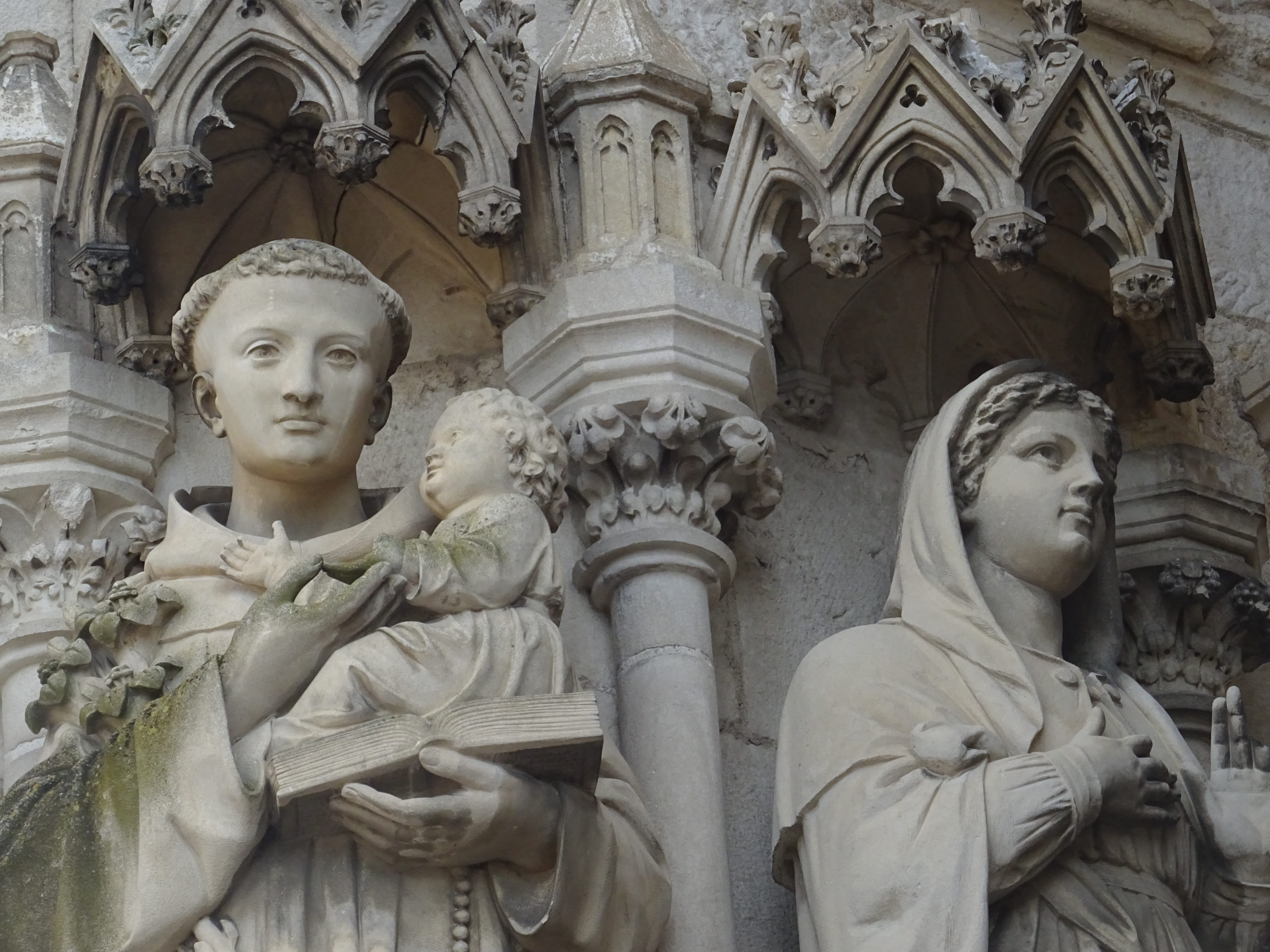
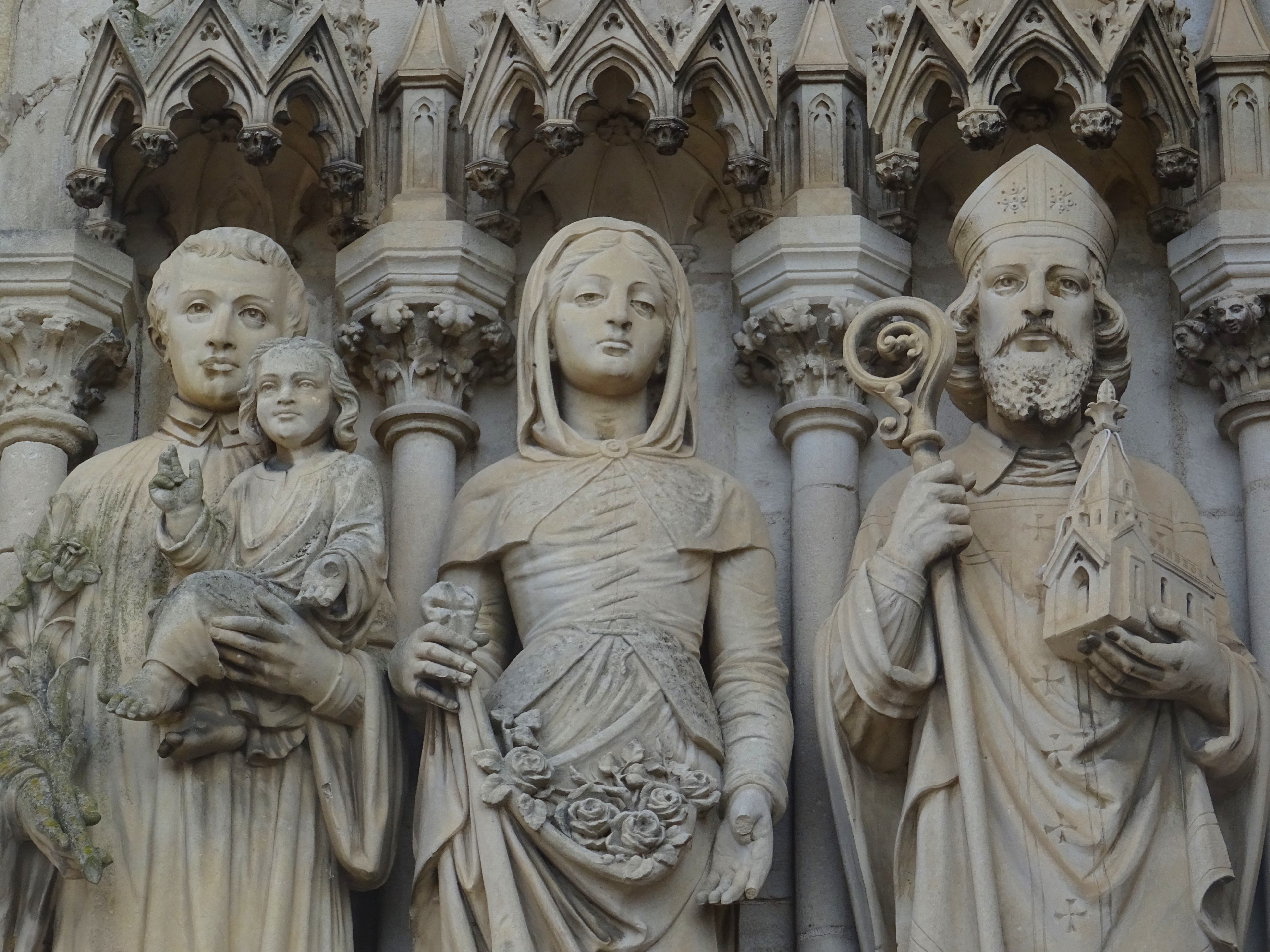
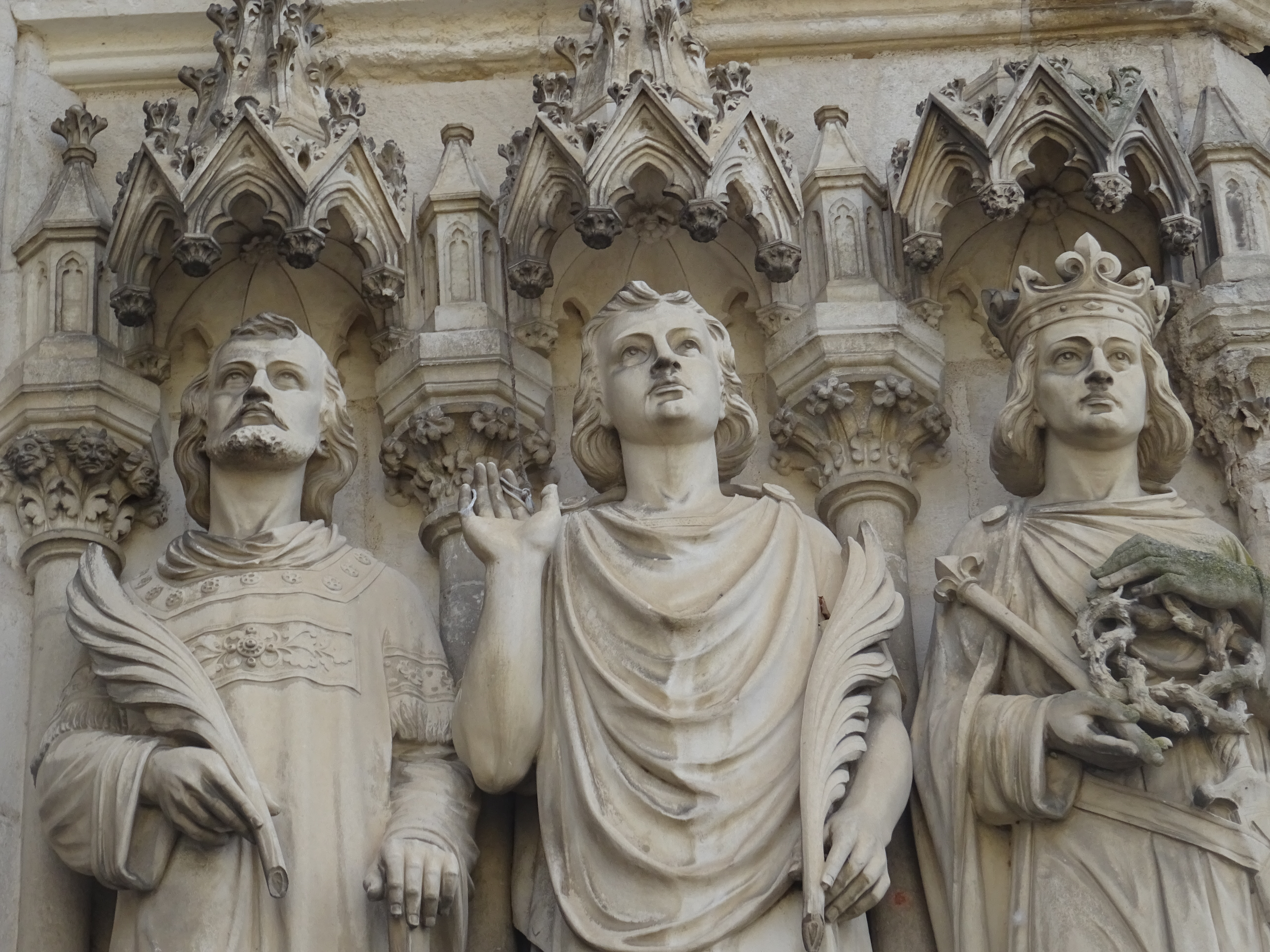

### Il coro
L'altare maggiore in pietra scolpita proviene dagli Ateliers de Saint-Savin (Vienne): il paliotto presenta un bassorilievo che rappresenta l’Ultima Cena e l’istituzione dell'Eucaristia. Sul tabernacolo dorato è rappresentato il buon pastore con la pecorella smarrita sulle spalle: alla sua destra e alla sua sinistra stanno le statue dei quattro evangelisti. Sui due pilastri ai lati dell'ingresso del coro, a sinistra un palo con all'estremità una campana e, a destra, un ombrello pontificio (insegna propria delle basiliche).

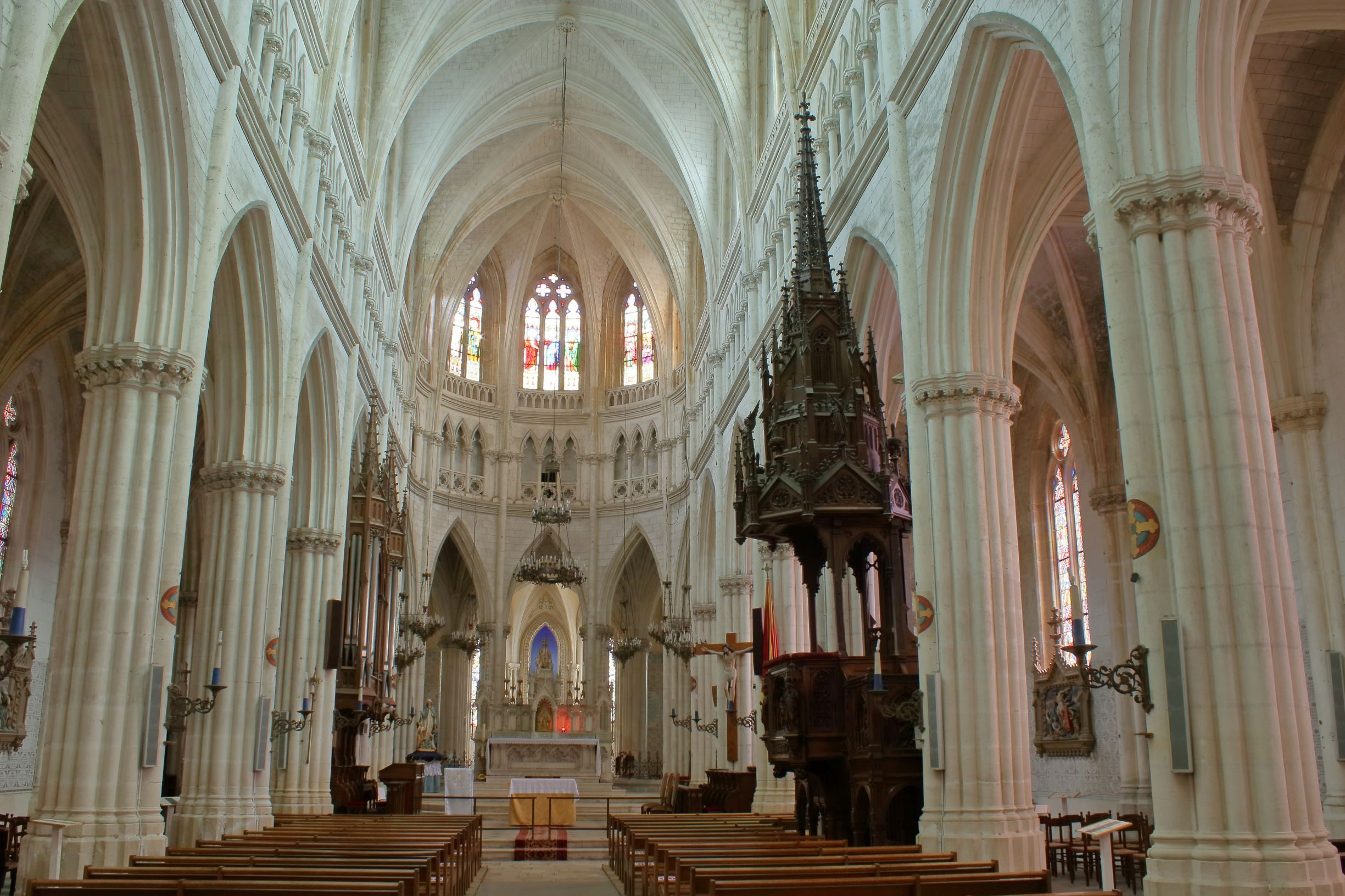
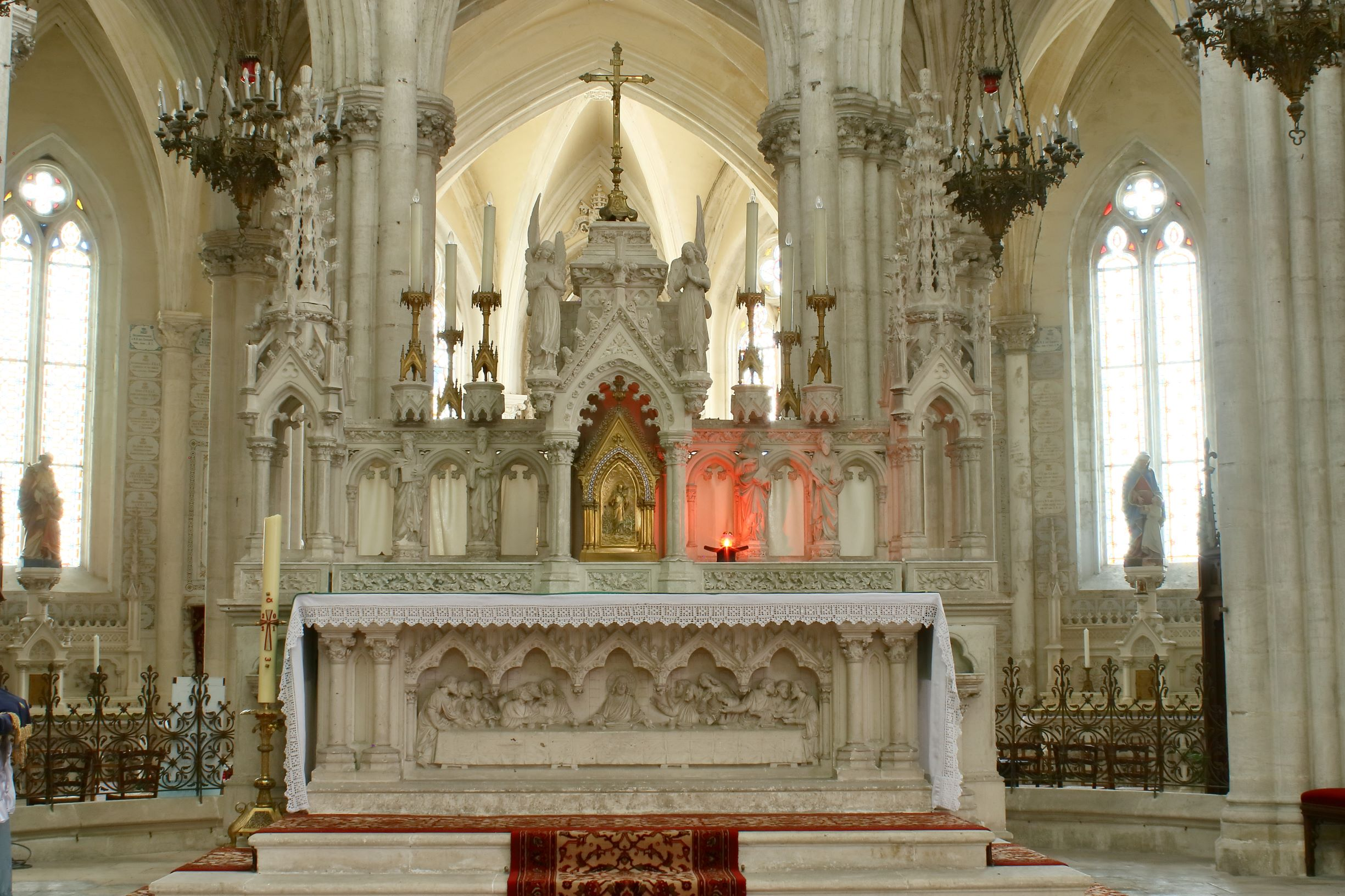
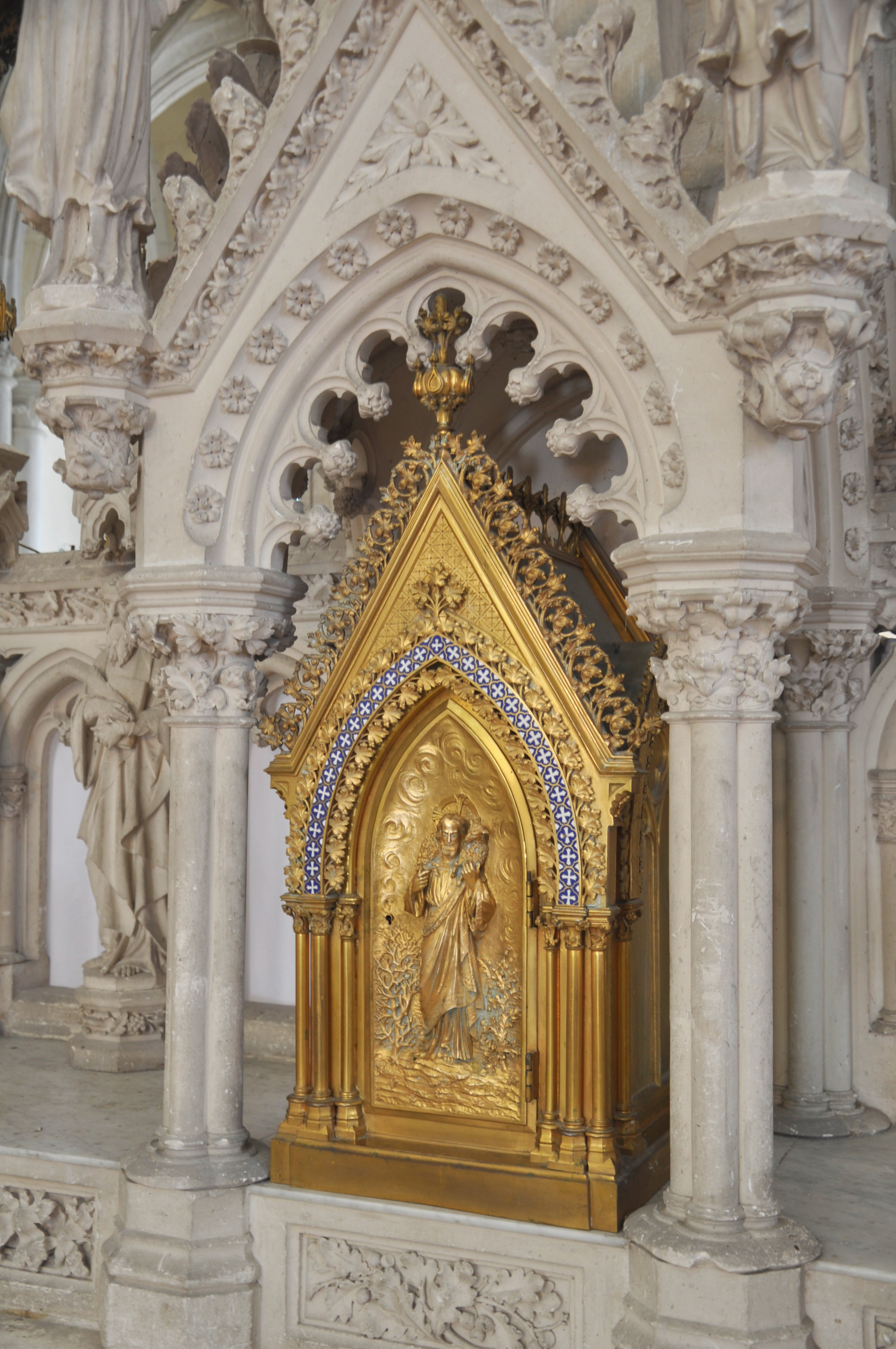

### Cappella di Nostra Signora dei Bambini
La cappella della Madonna dei Bambini si trova sul fondo della basilica. Nel bassorilievo dell'altare, la Vergine Maria è seduta in trono  i bambini le si avvicinano ed Ella ascolta le loro suppliche. Questo tema è ripreso anche sopra l'altare: ai lati della Vergine, i bambini le si avvicinano e si inginocchiano ai suoi piedi.

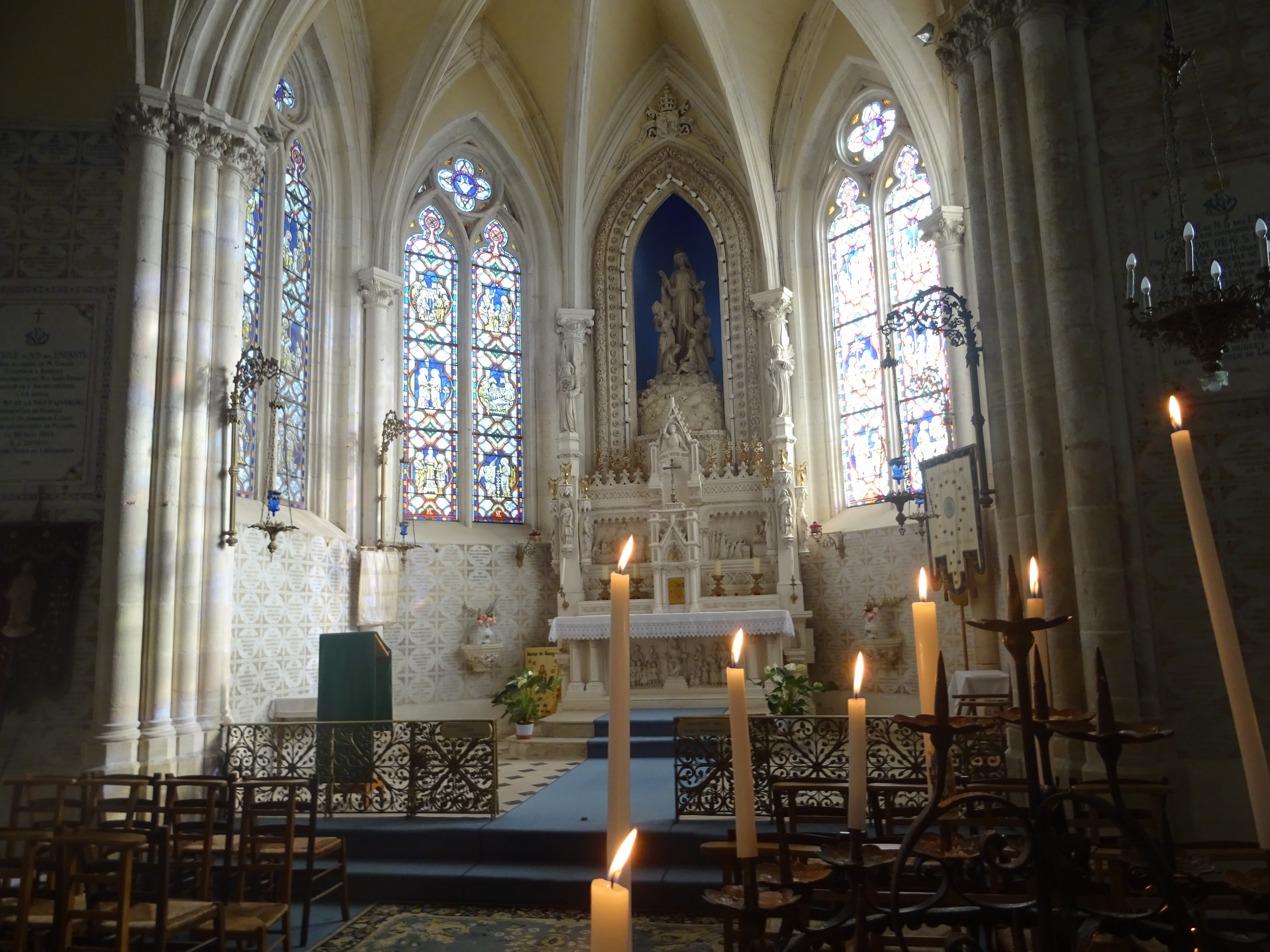
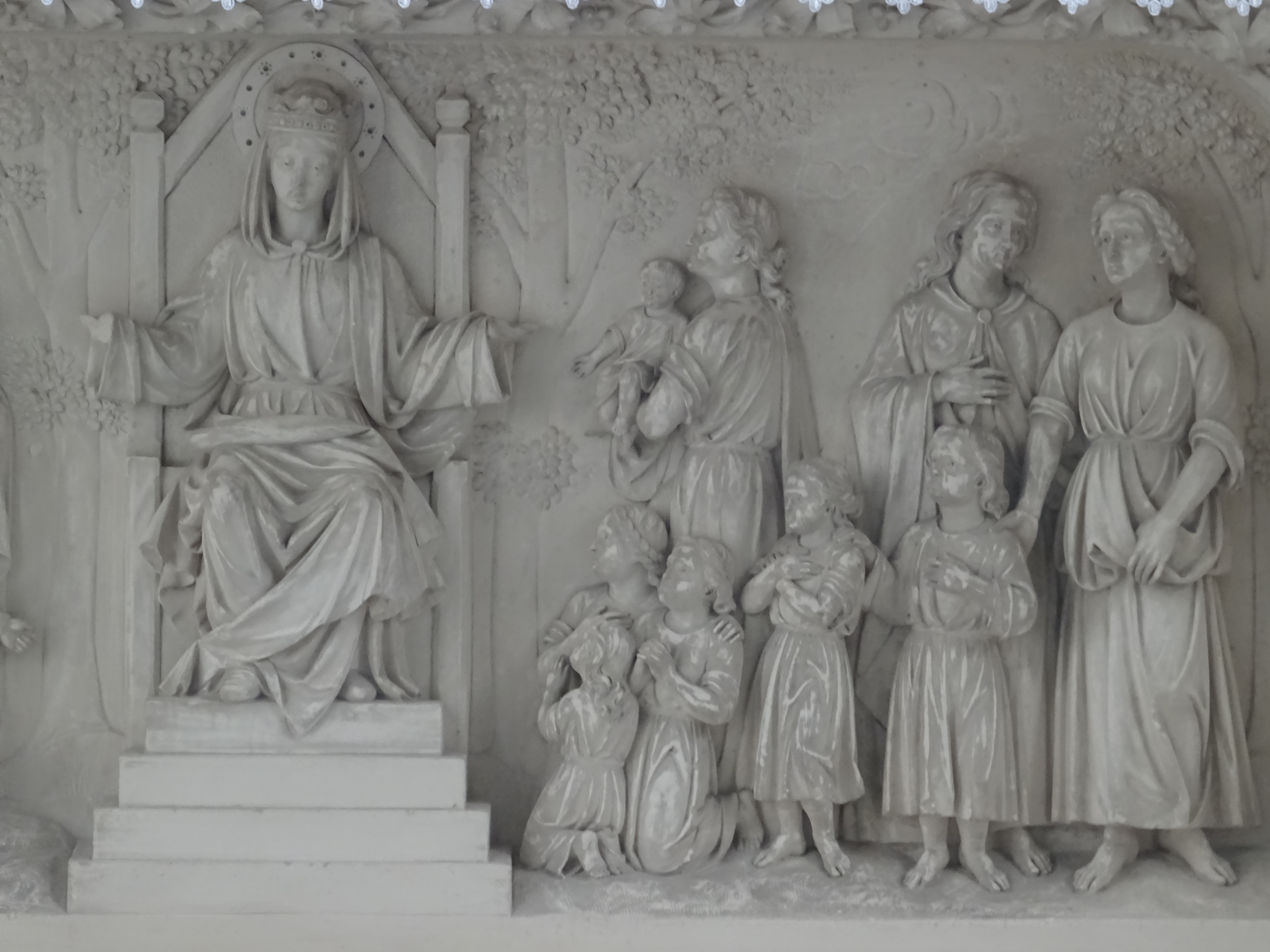
Bassorilievo
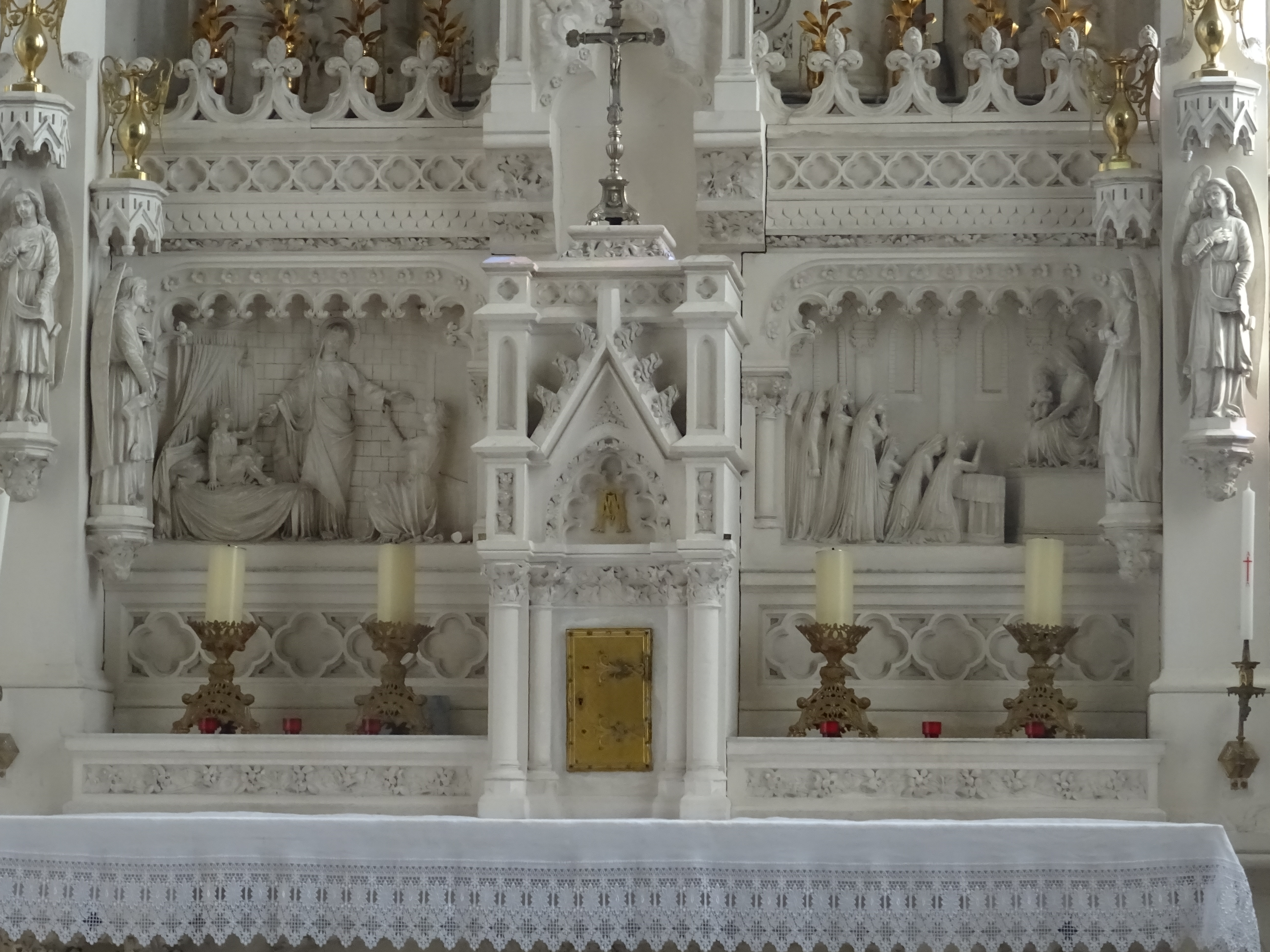

### Cappella del Sacro Cuore
Nella cappella dedicata al Sacro Cuore di Gesù si trovano una statua di Santa Solange (patrona di Berry) e una statua di San Didier.

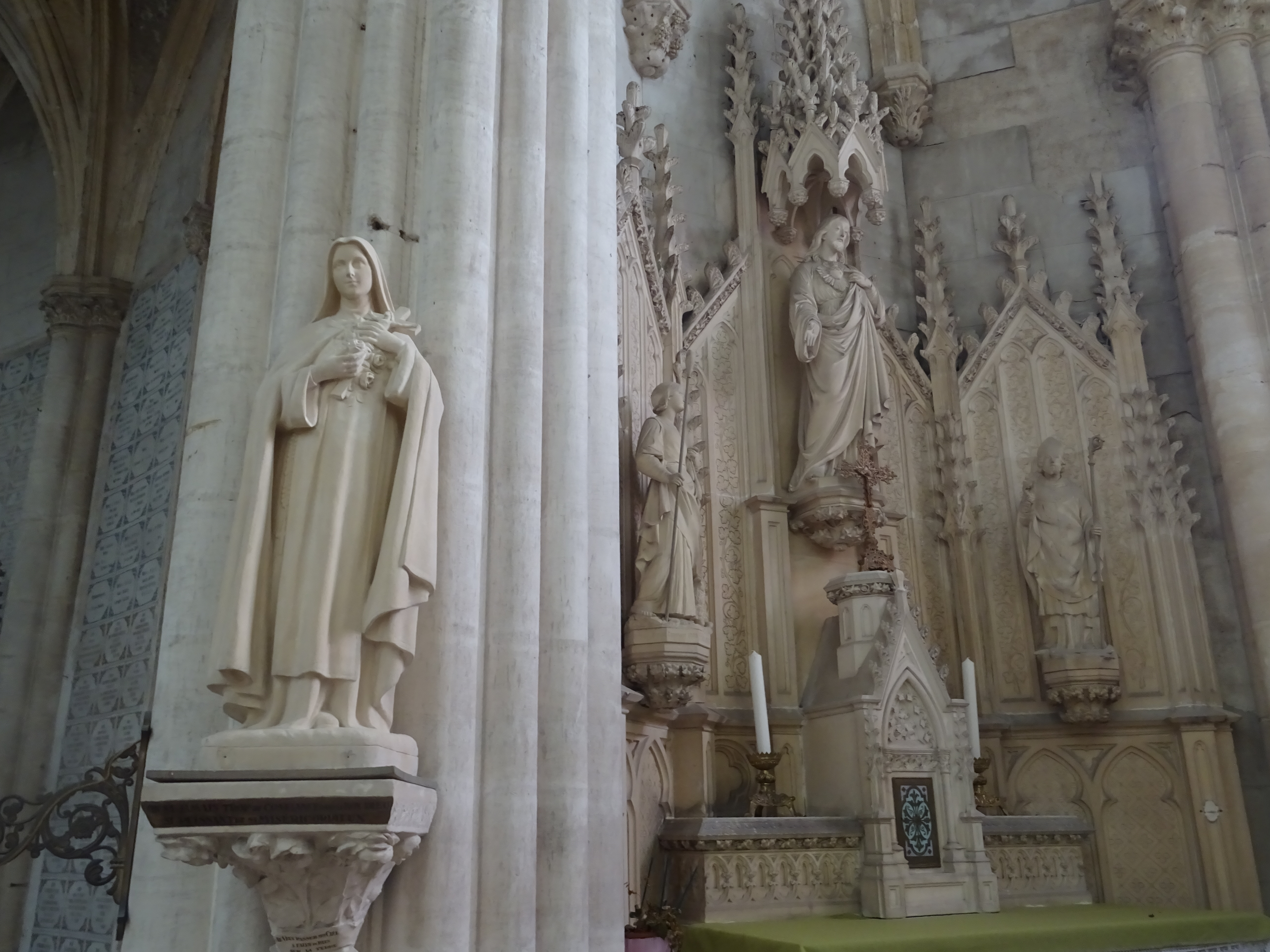
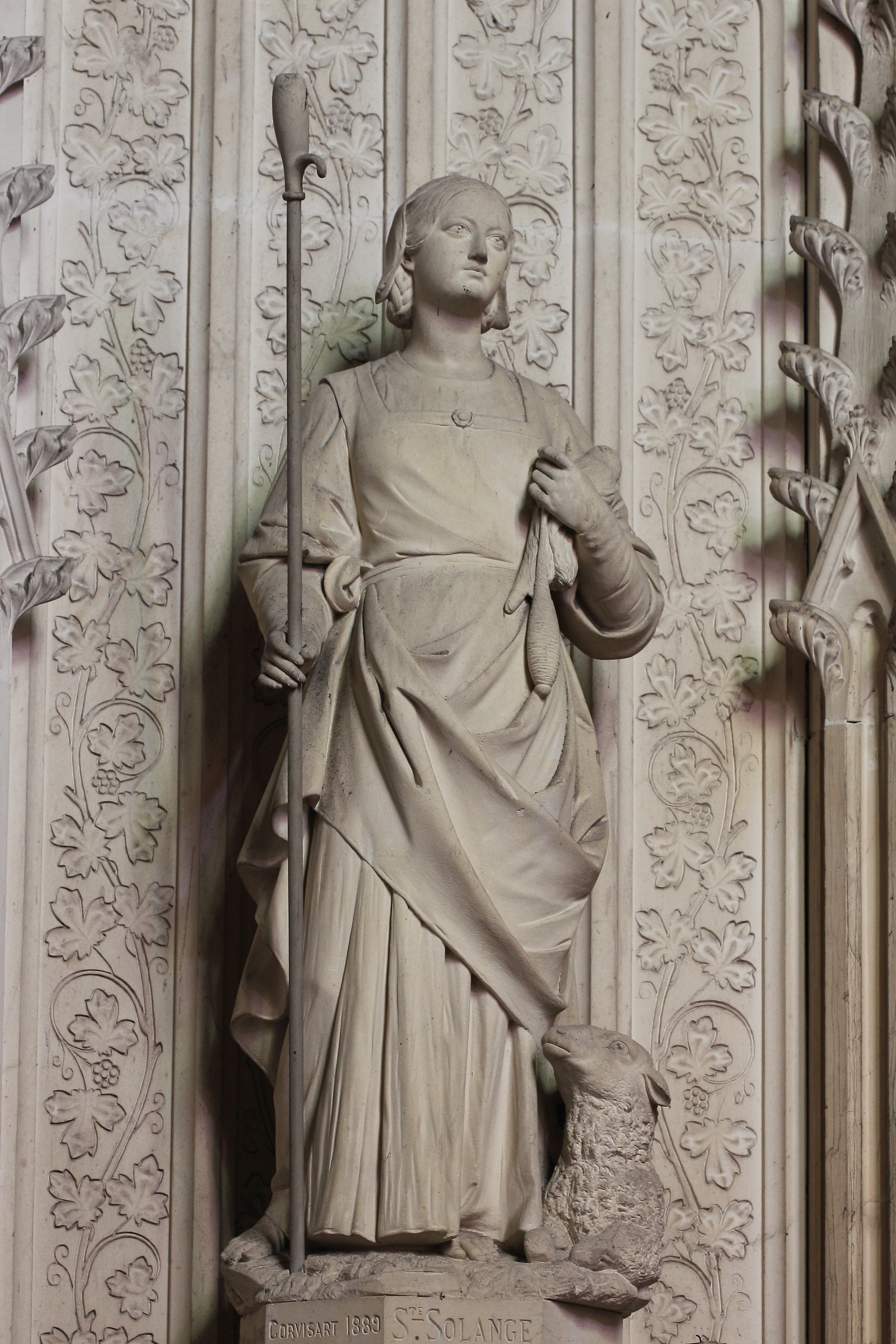
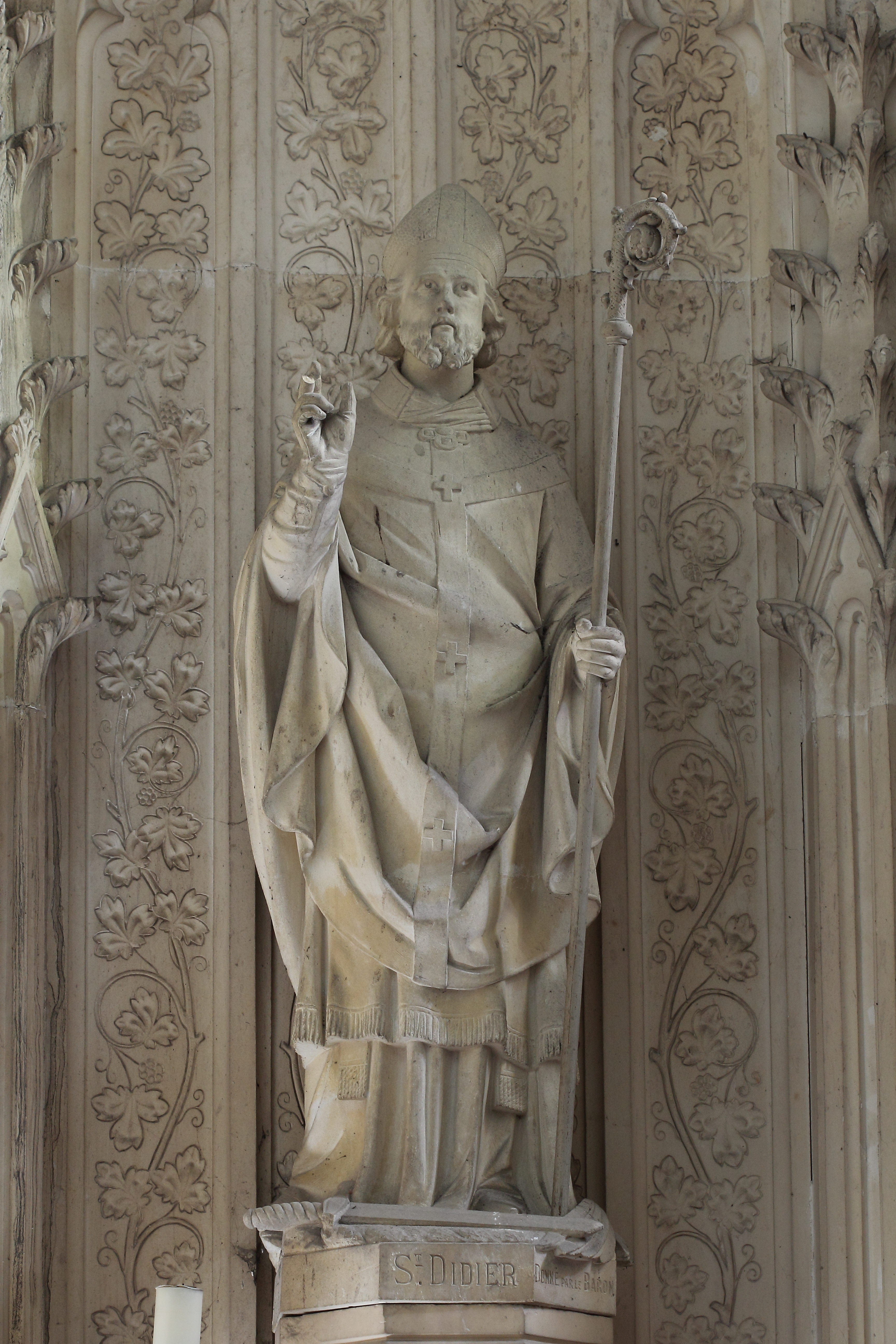
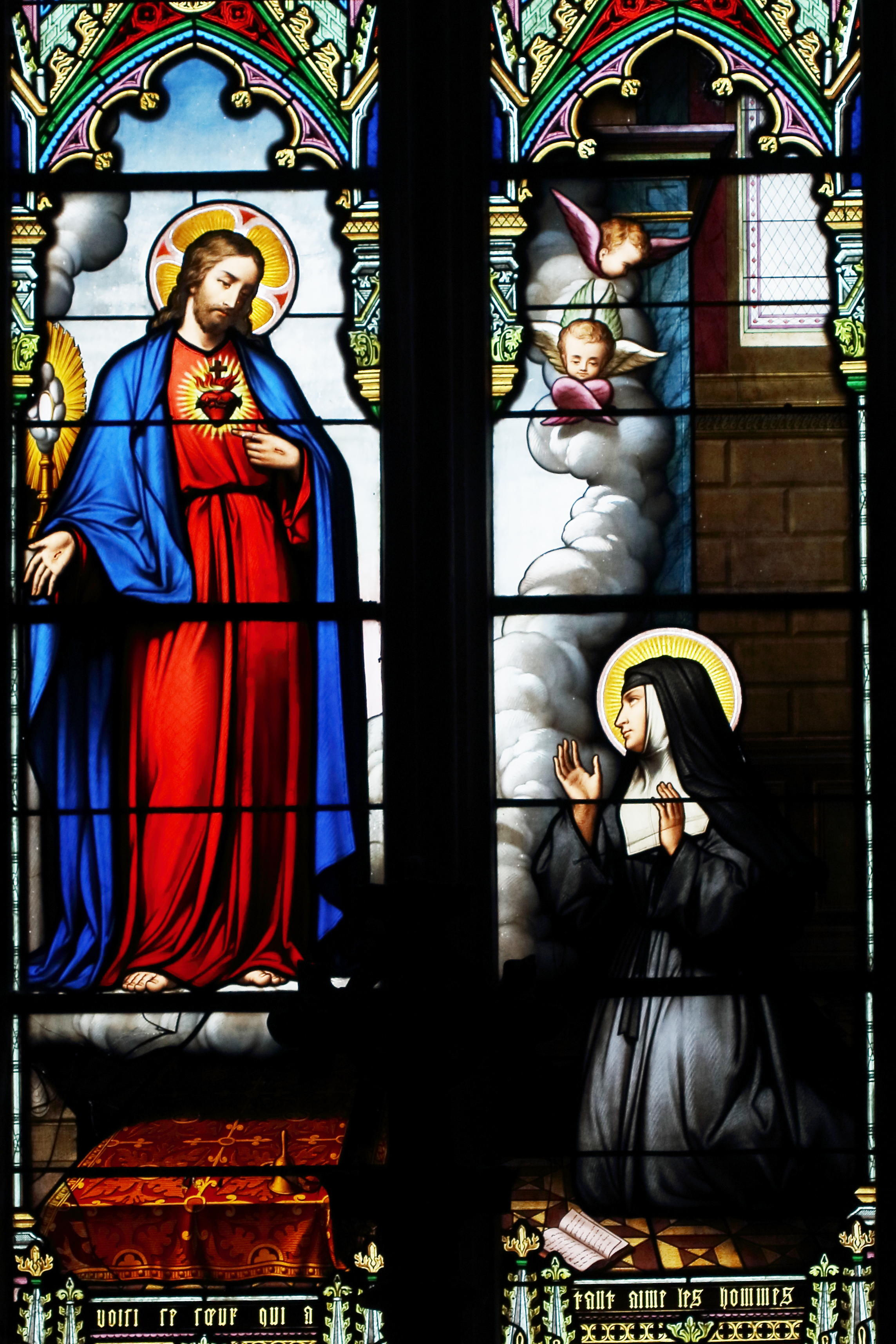
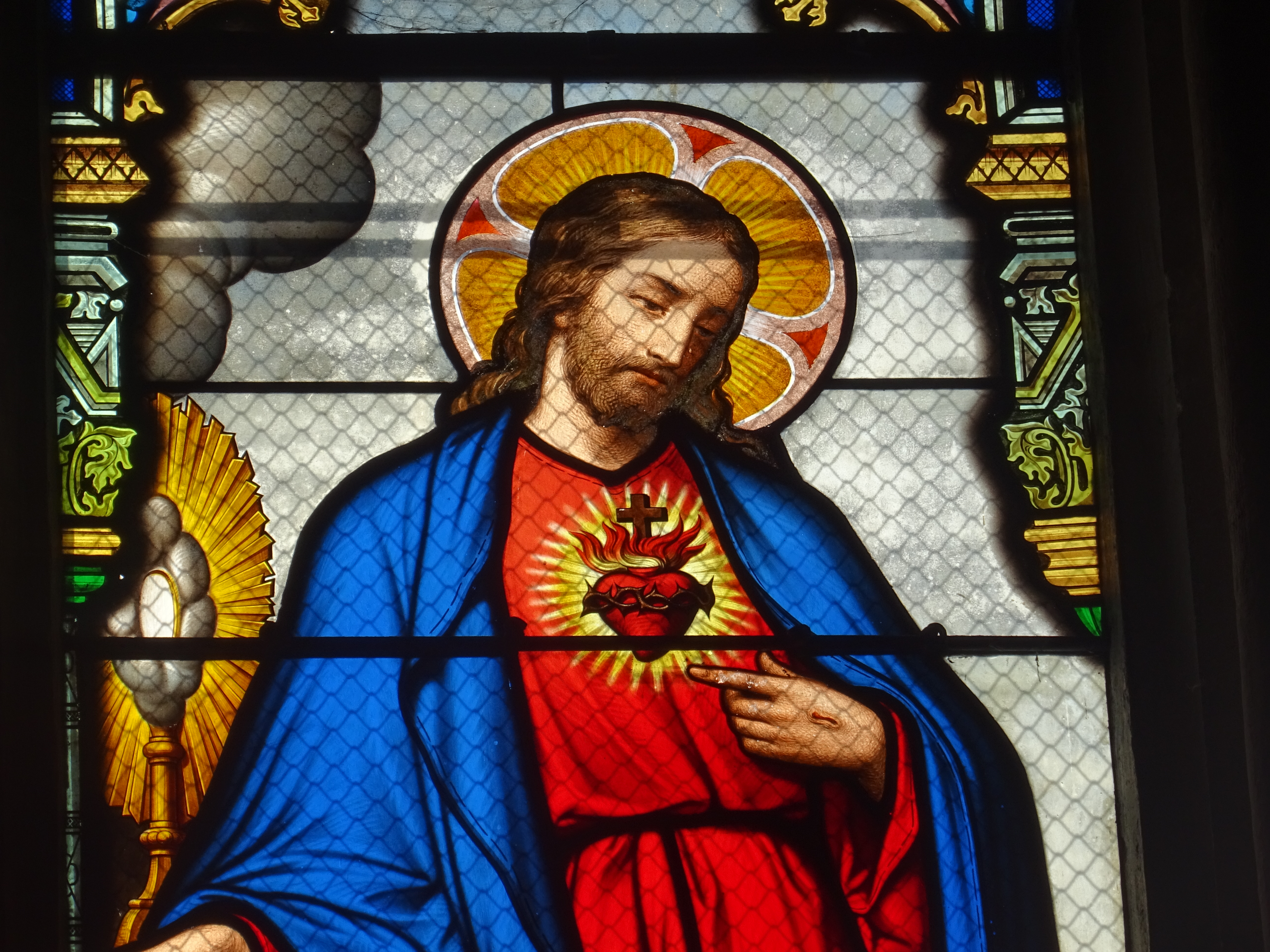

### Cappella De Maillé
La famiglia De Maillé, proprietaria del castello di Châteauneuf-sur-Cher, contribuì al finanziamento della costruzione della basilica, come viene ricordato in una cappella dedicata alla beata Giovanna Maria de Maillé e a Sant'Osmond.

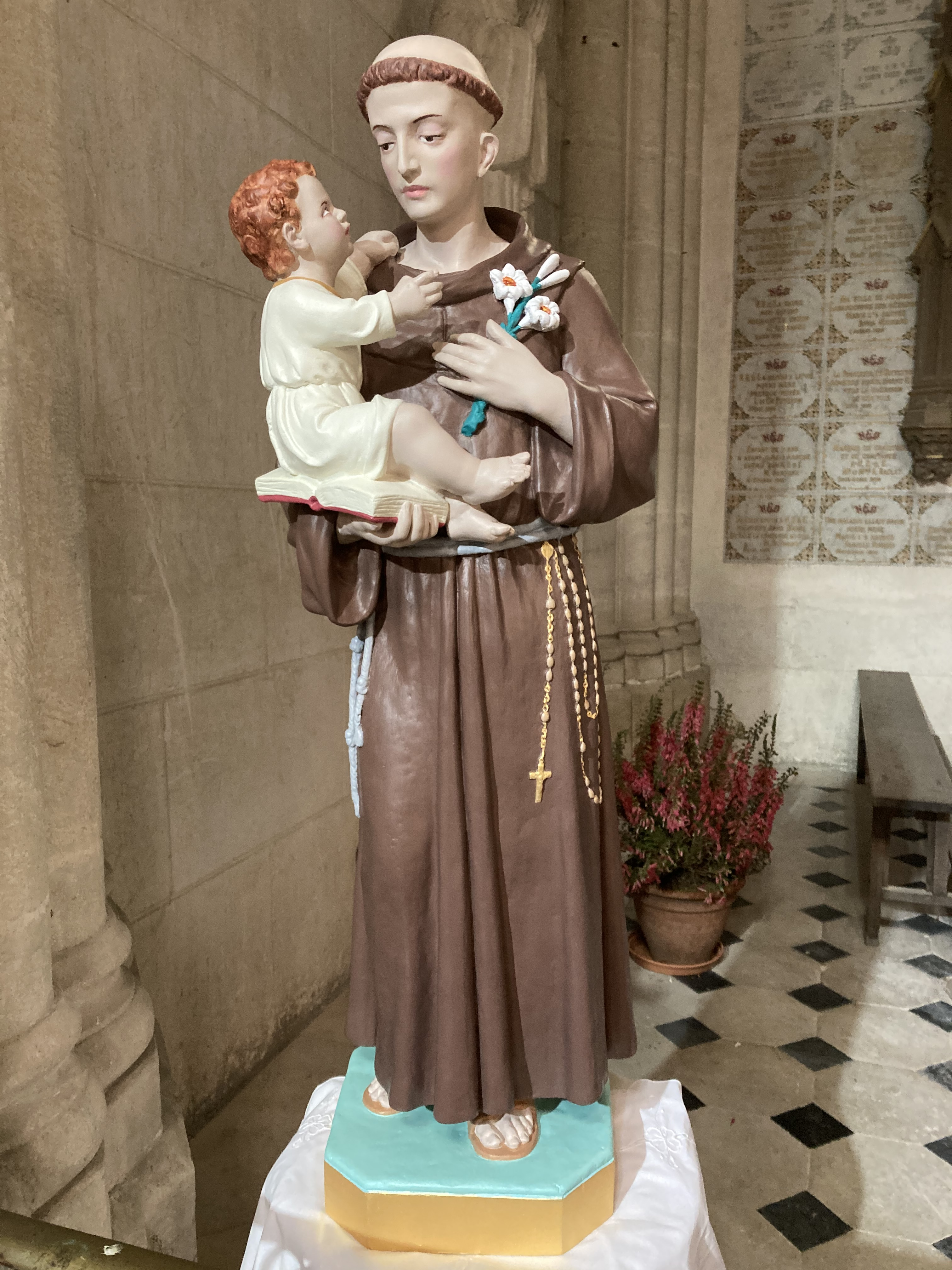
Antonio di Padova
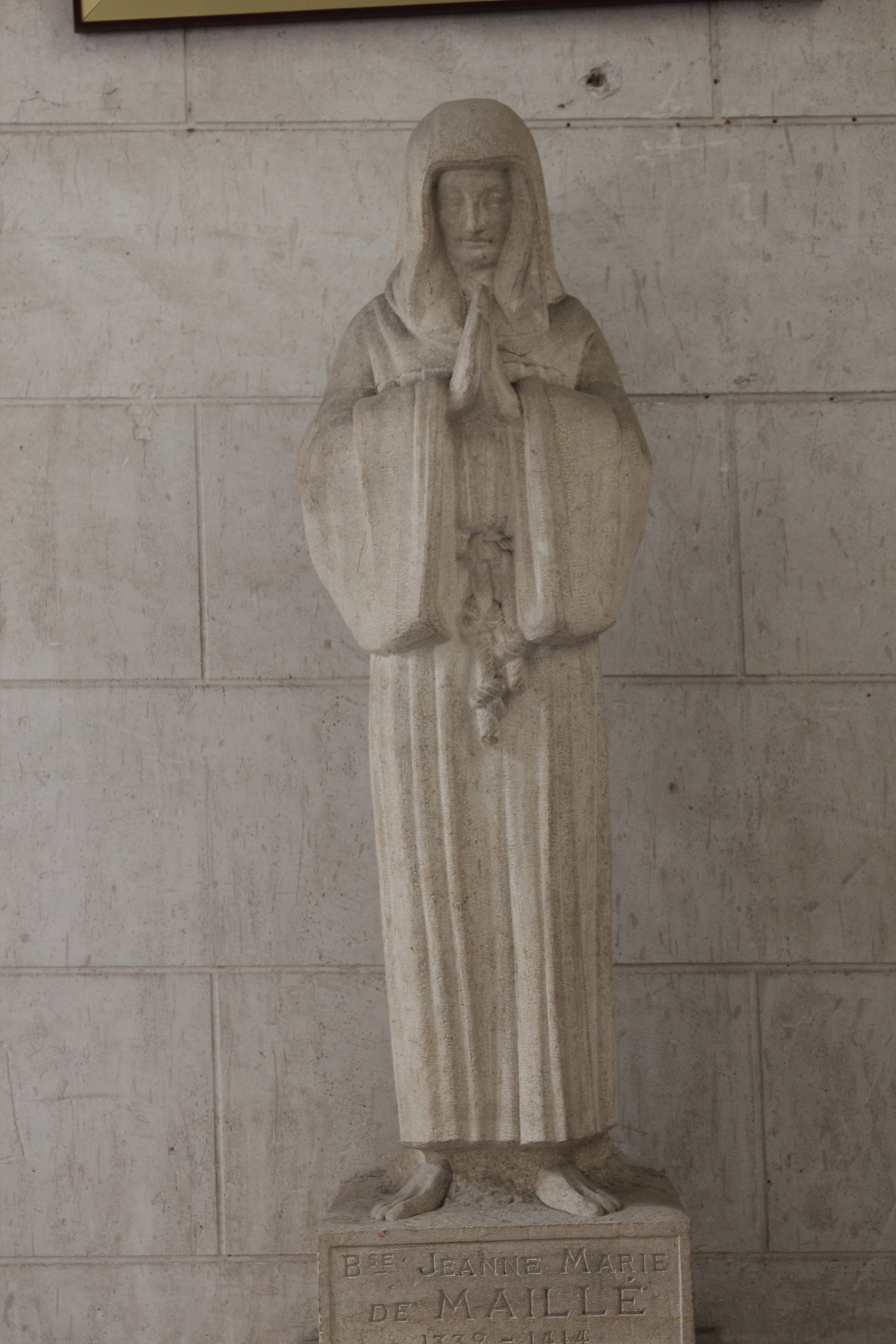
Beata Giovanna Maria de Maillé
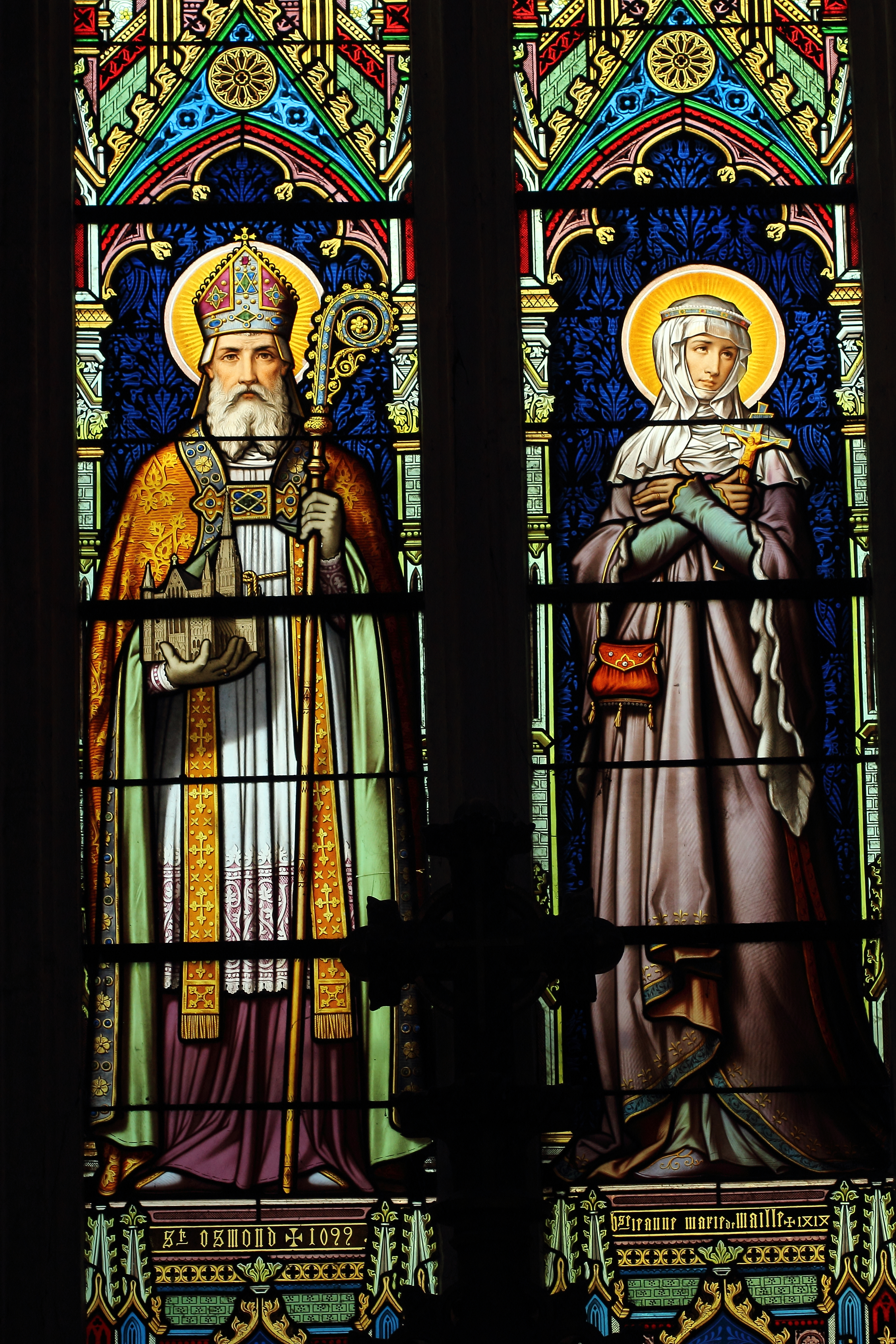
Osmundo di Salisbury Beata Giovanna Maria de Maillé
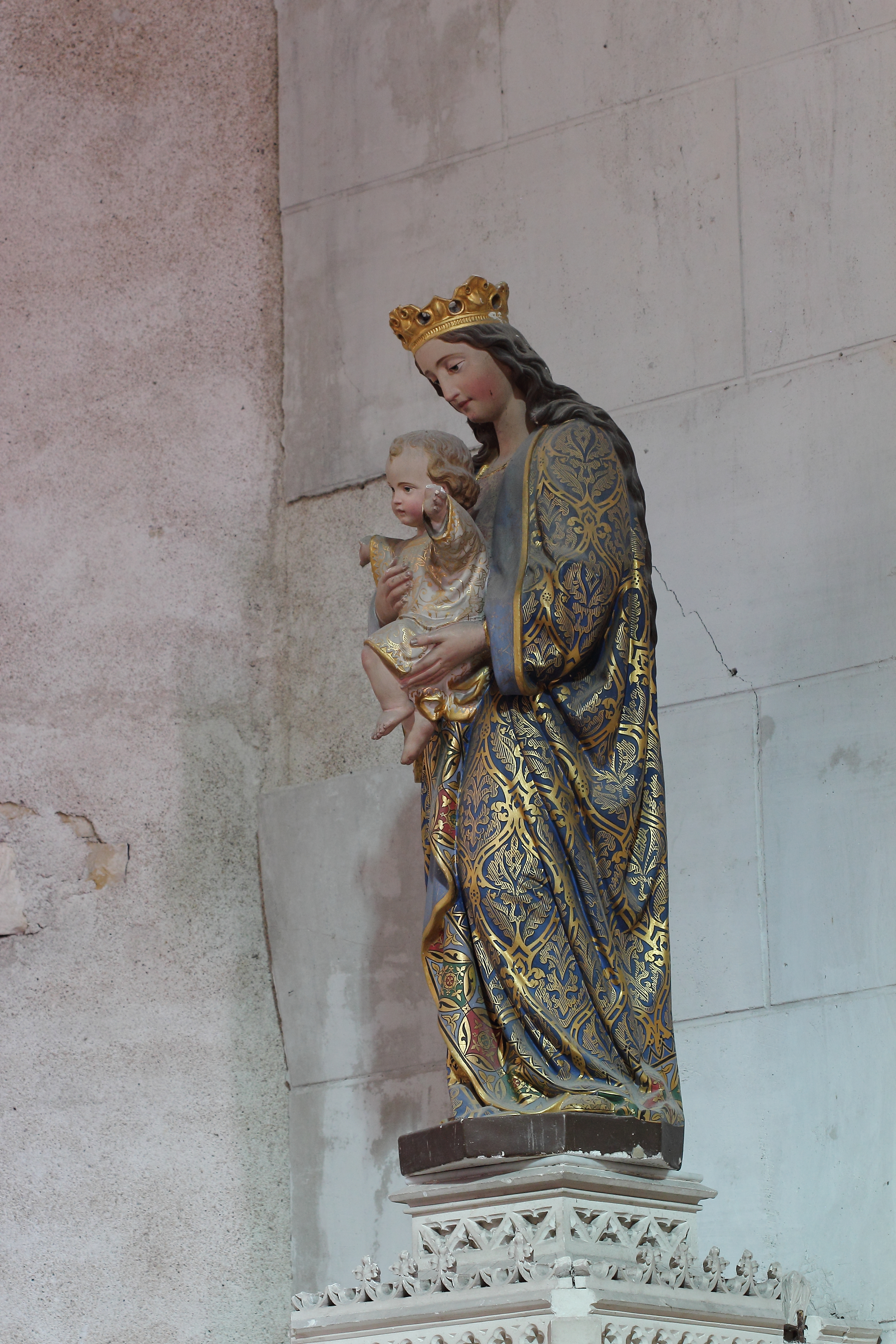
La Madonna col Bambino

### Organo Cavaillé-Coll
Nel coro di fronte agli stalli è installato un organo, costruito nel 1889 da Aristide Cavaillé-Coll, classificato come monumento storico dal 1976. La parte strumentale è stata restaurata nel 1979-1980. Sui due pilastri ai lati dell'ingresso del coro, a sinistra un palo con all'estremità una campana e, a destra, un ombrello pontificio (insegna propria delle Basiliche).

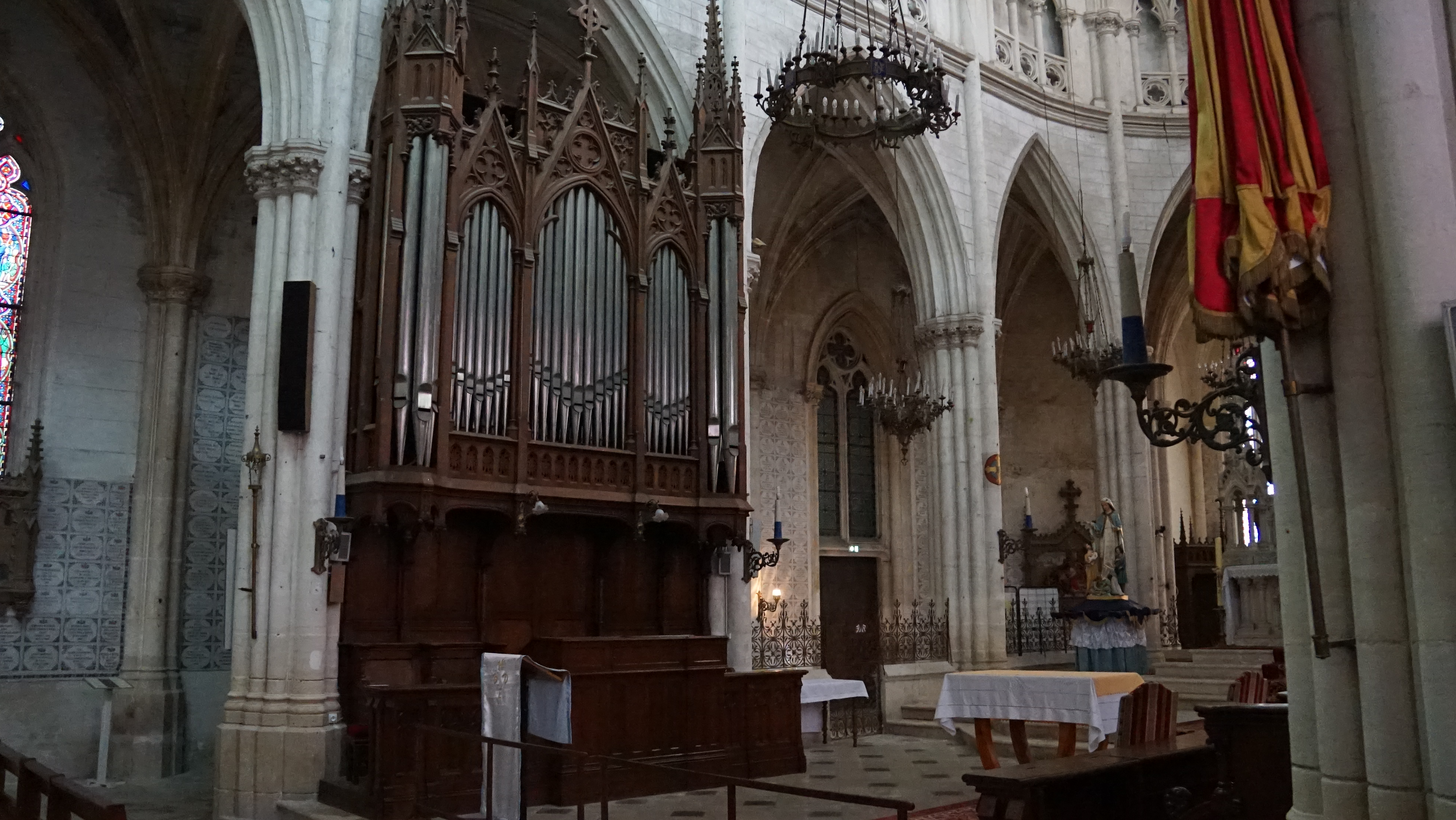
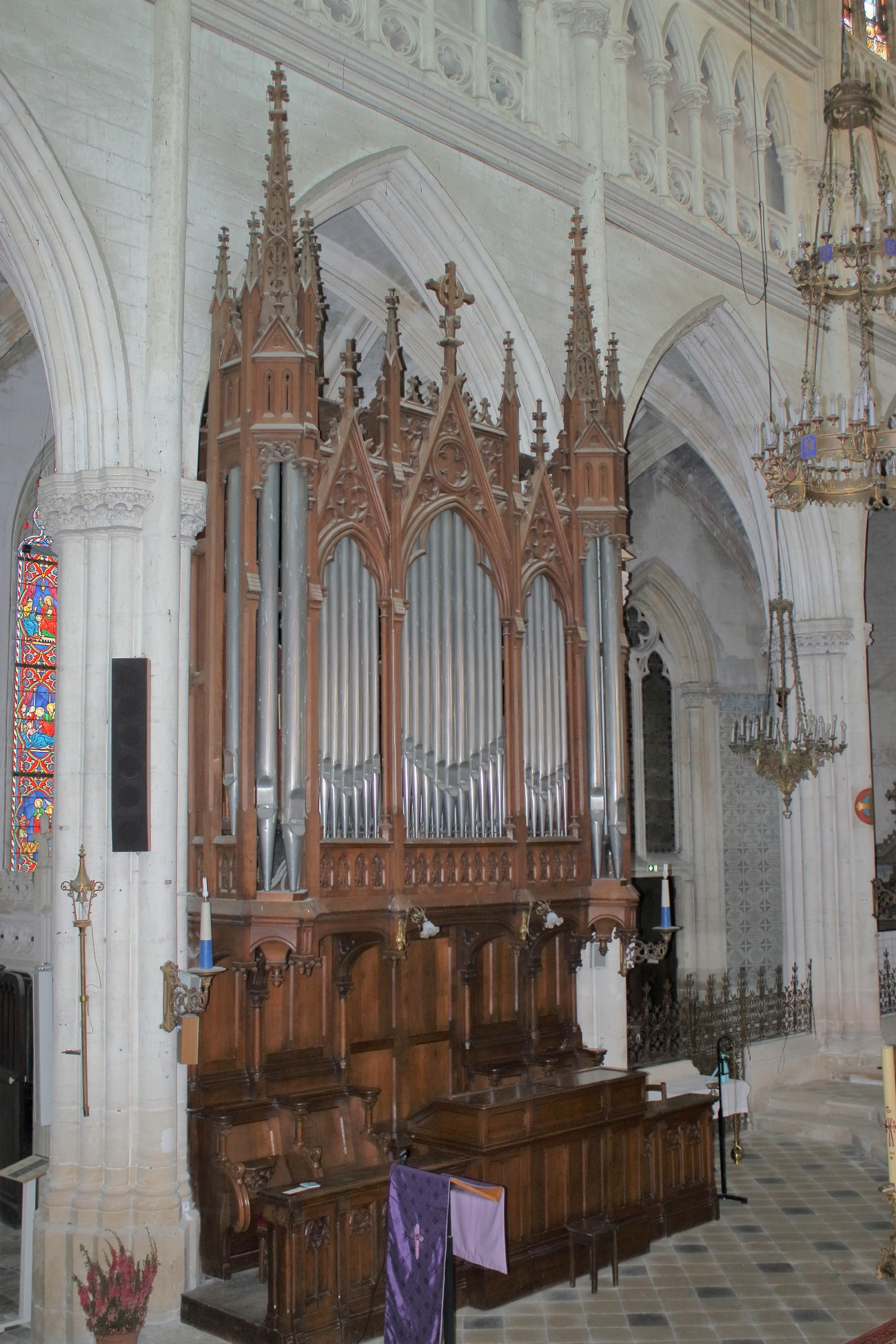
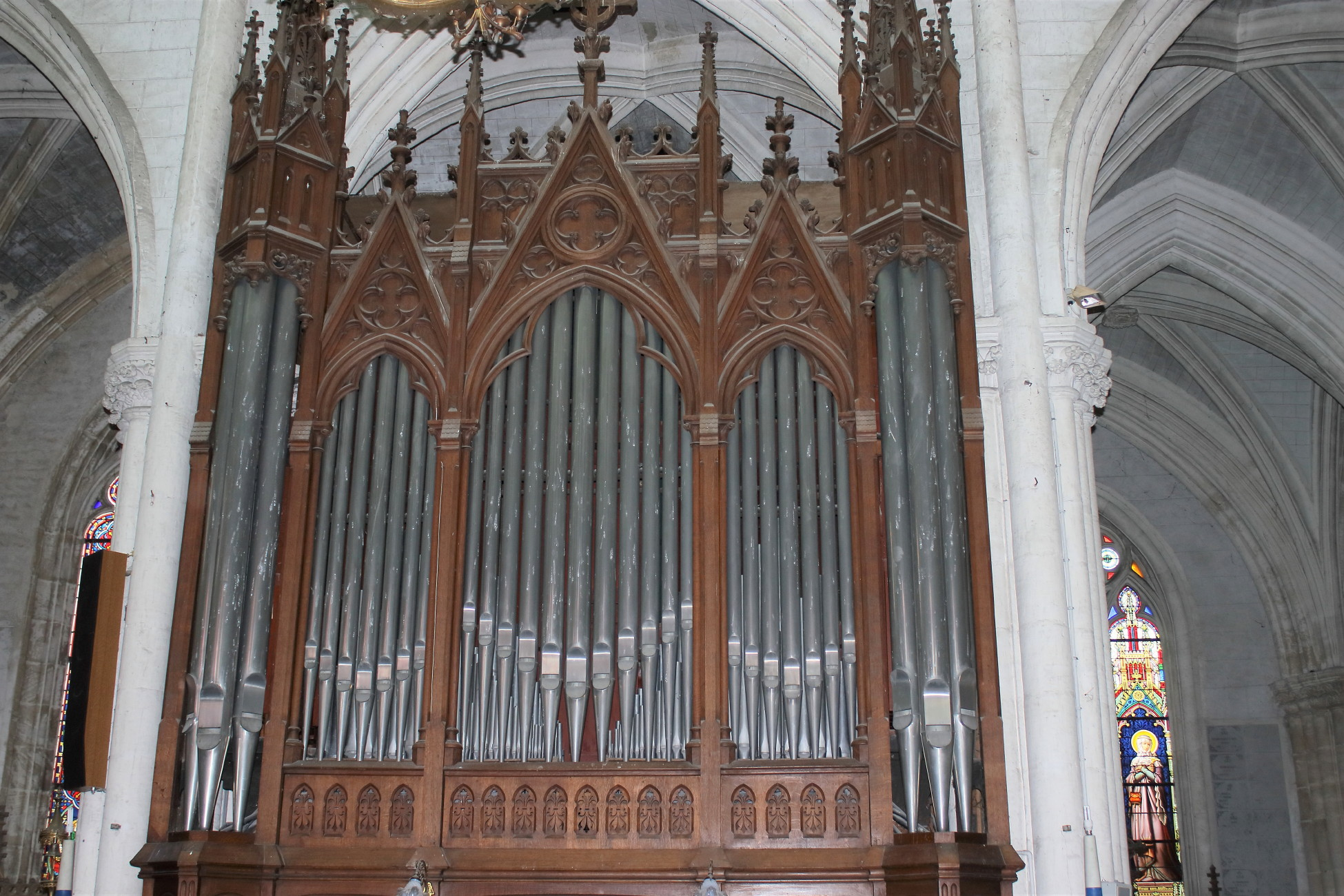

### Sede della presidenza
La sede è opera degli ateliers Charles Buisine-Rigot di Lilla. Sul pannello in fronte è rappresentata la missione degli Apostoli in partenza per evangelizzare le nazioni; ai lati sono i quattro evangelisti con i relativi simboli, San Giovanni con l'aquila, San Marco con il leone, San Luca con il bue, San Matteo con l'uomo, nonché San Pietro e San Paolo; nella parte sopra vengono rappresentati i quattro angeli del Giudizio Universale che suonano la tromba. 
Dai medesimi ateliers provenivano anche gli stalli del coro e la cassa dell'organo.

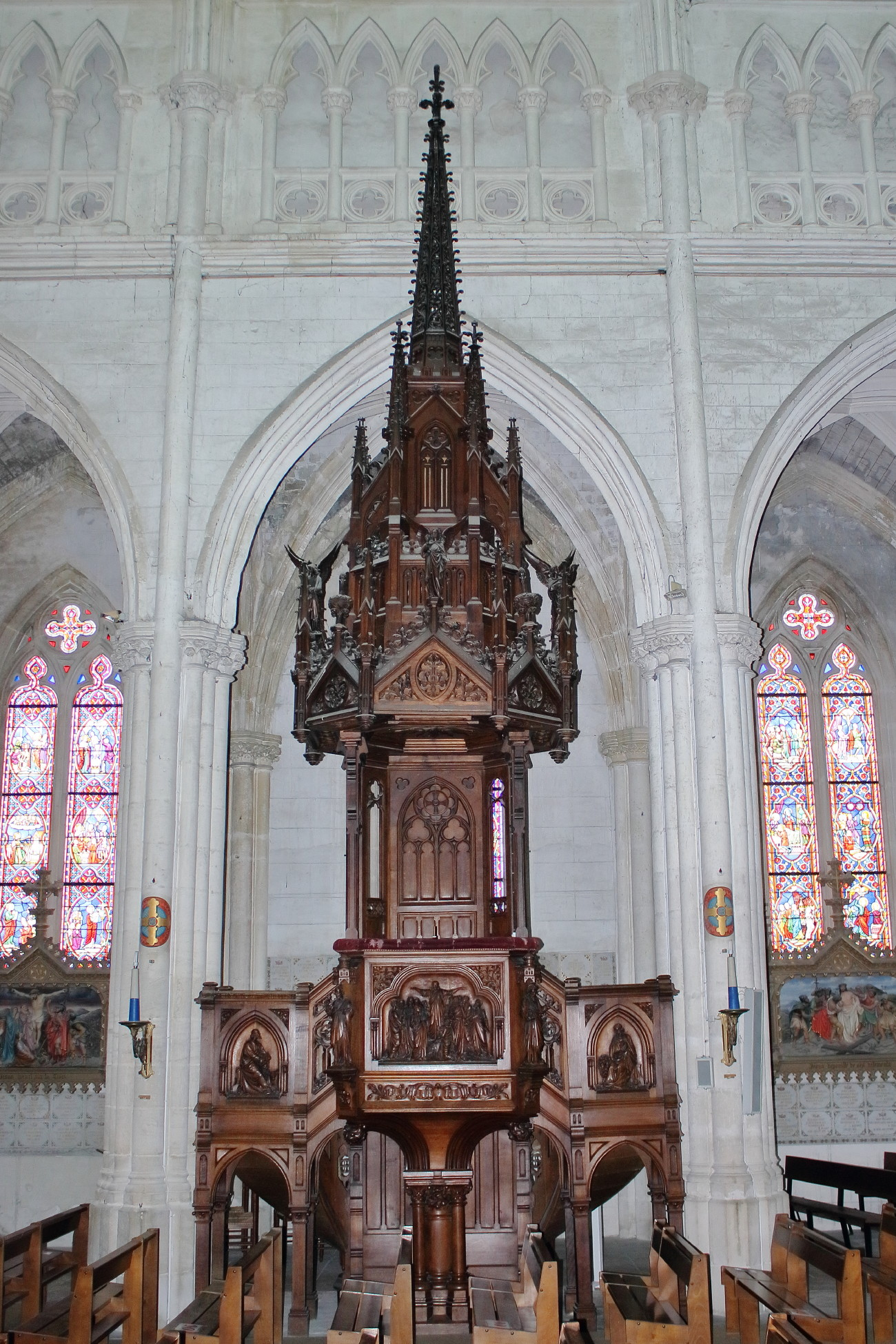
Pulpito
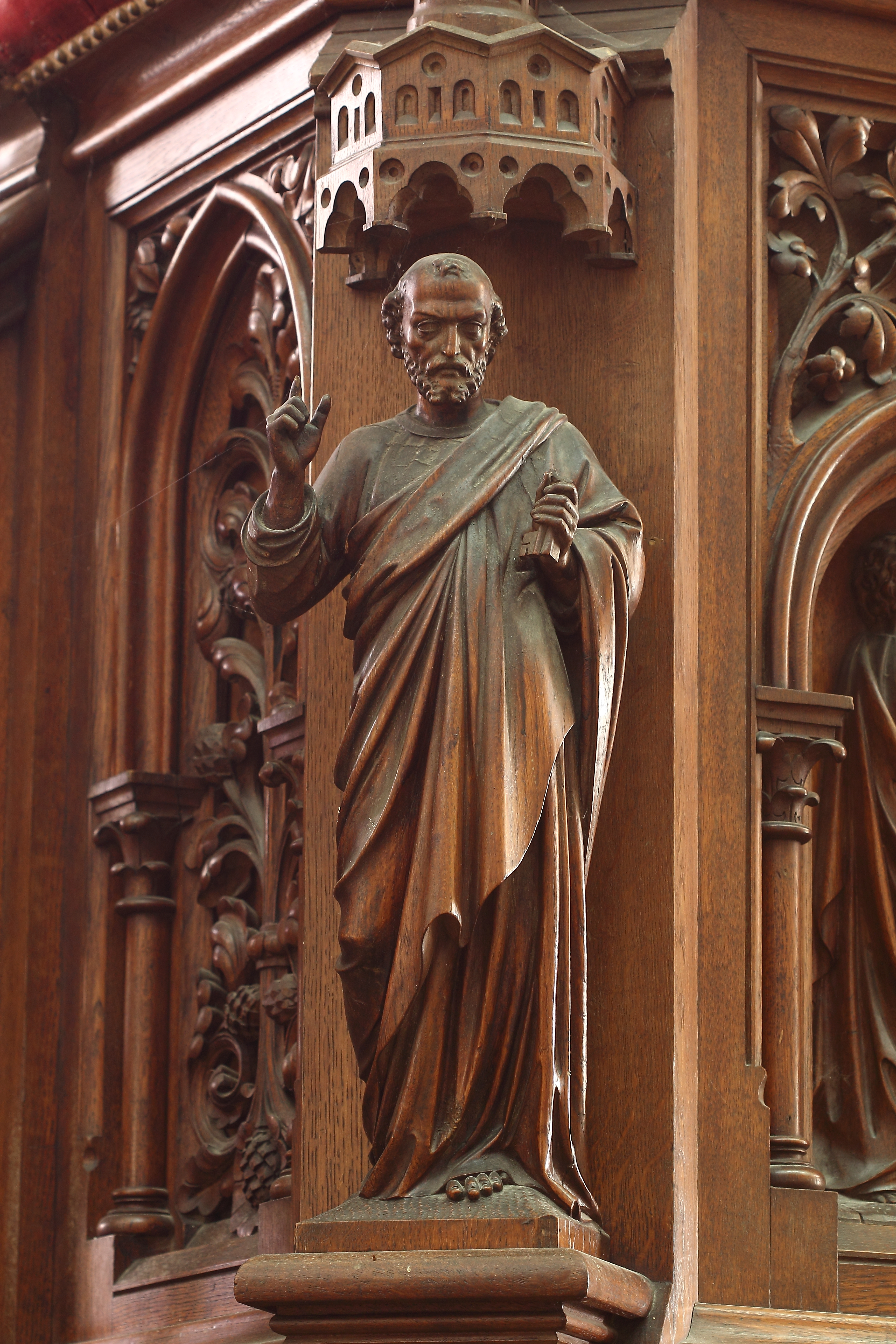
Pietro (apostolo)
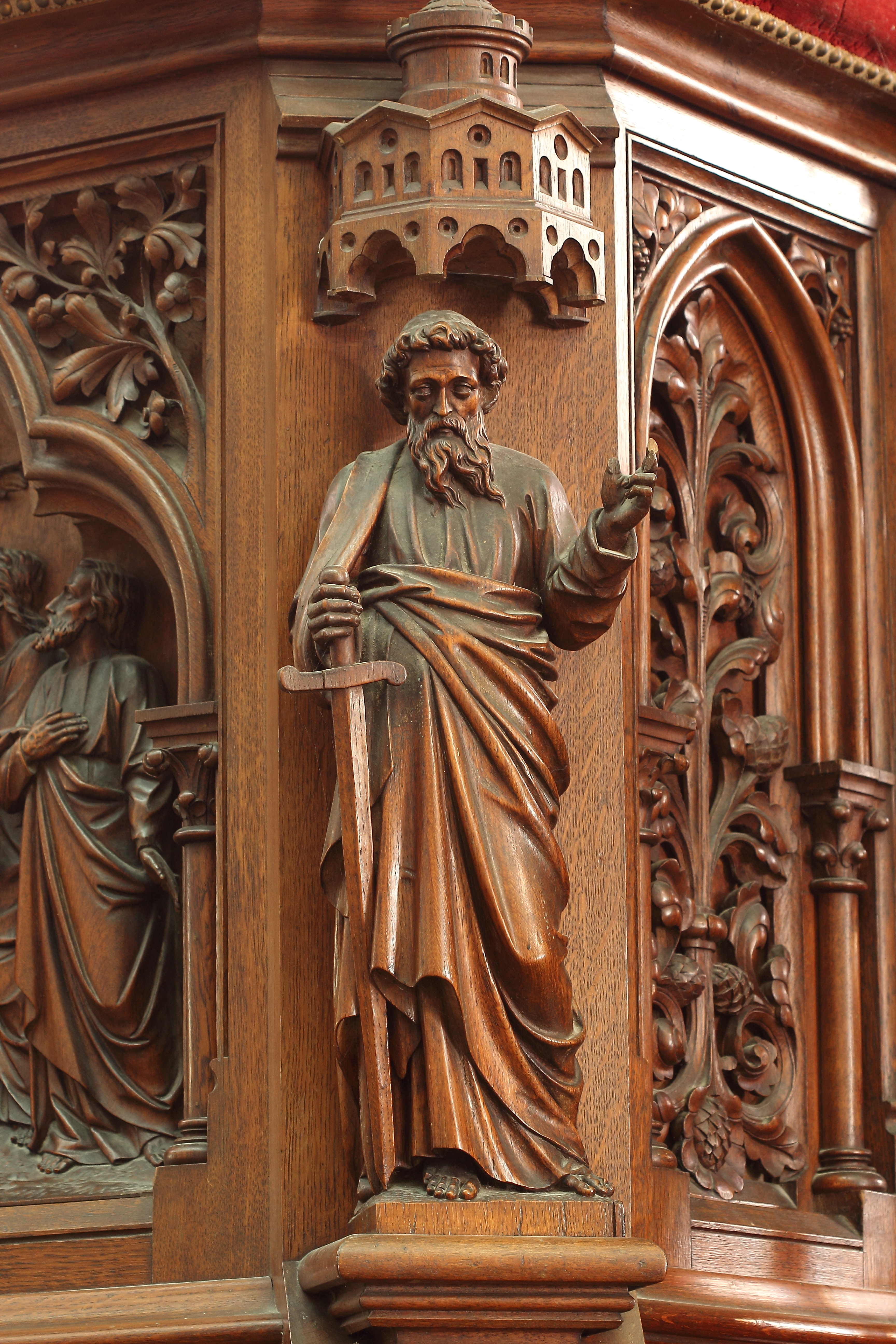
Paolo di Tarso
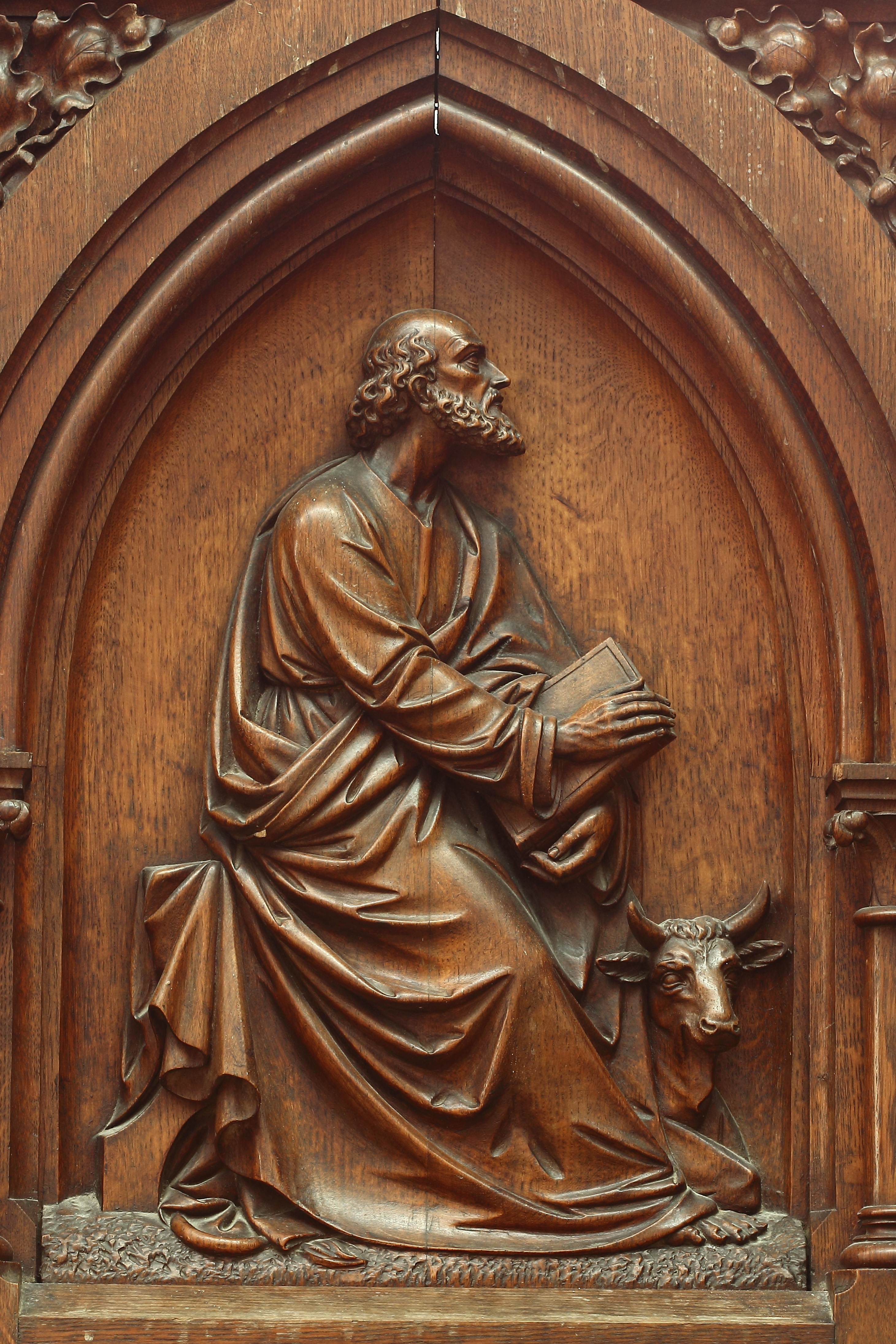
Luca (evangelista)
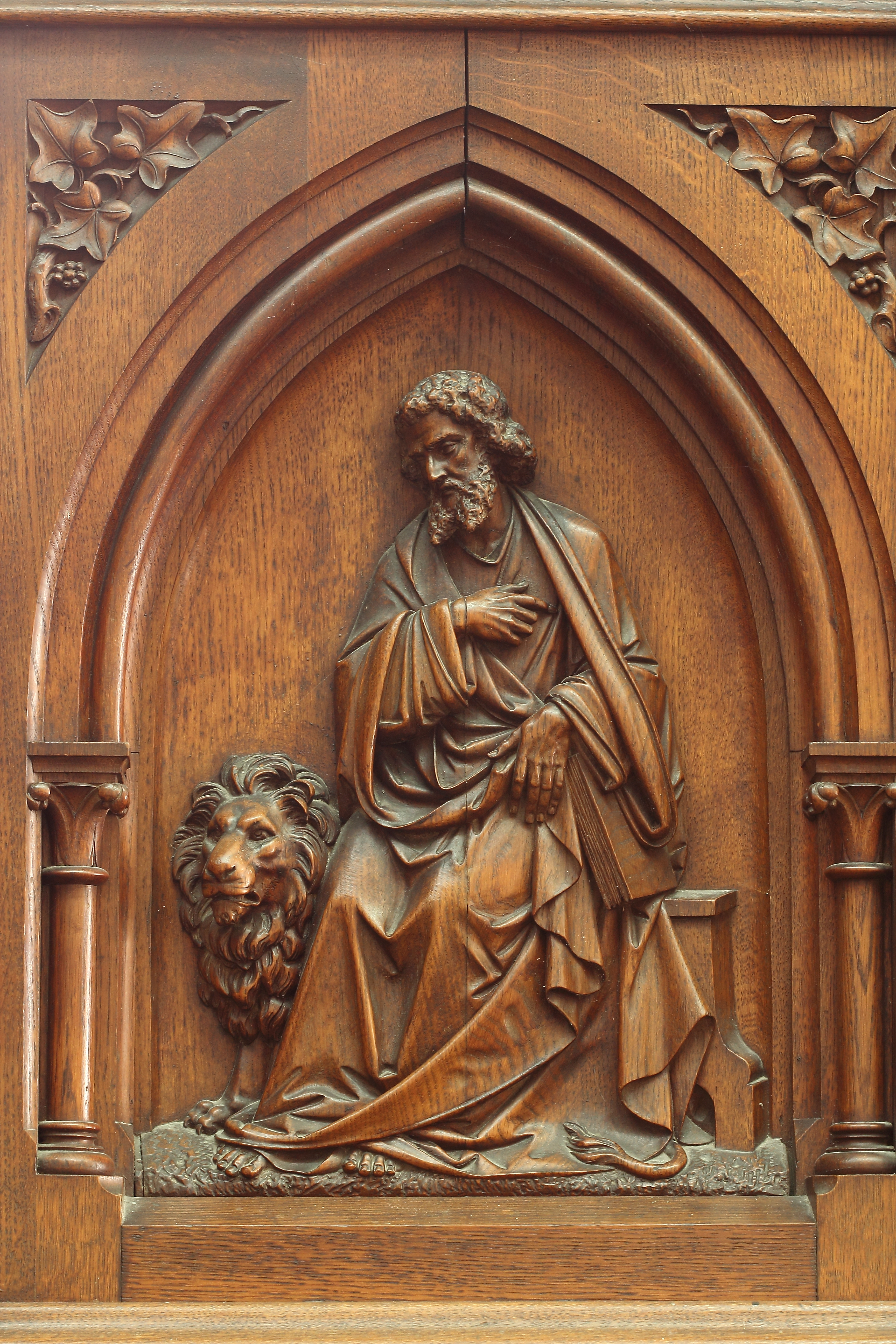
Marco (evangelista)

### Il presepe di Natale
Il presepe in stile «sulpiziano» è stato realizzato nel 1887 dall'Union internationale artistique de Vaucouleurs, in «cartone romano» (una sostanza composta da gesso setacciato finemente, con stoppa, destrina e altri prodotti chimici: questa miscela garantisce leggerezza, resistenza, ed è resistente all'umidità a differenza dell'intonaco). È composto da quattordici statue: Gesù, Maria, Giuseppe, l'asino, il bue, sei pastori e tre magi. Scomparso per trent'anni, è stato restituito il 24 dicembre 2020}. È esposto nel periodo natalizio nella cappella della Beata Giovanna Maria de Maillé.

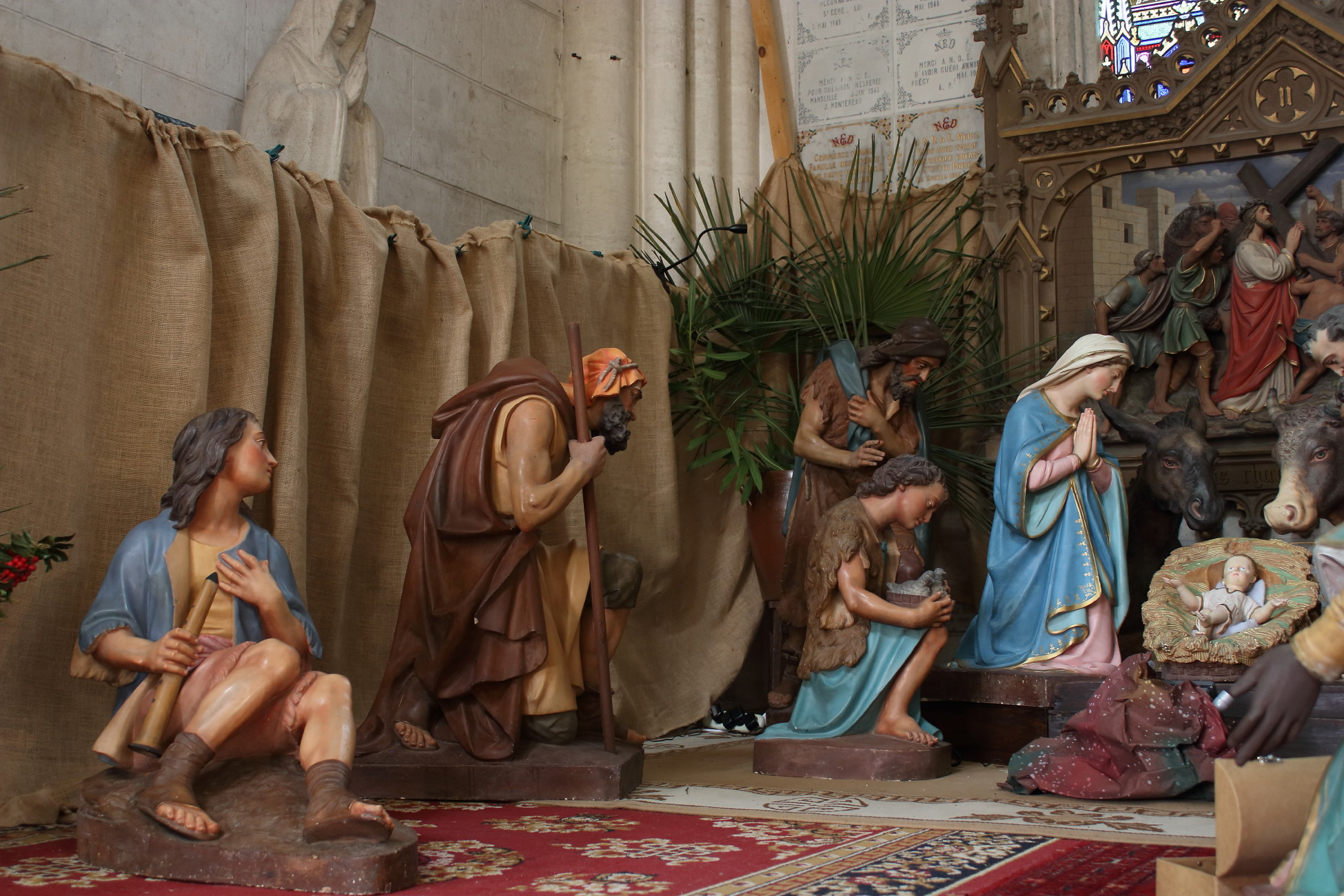
Adorazione dei pastori
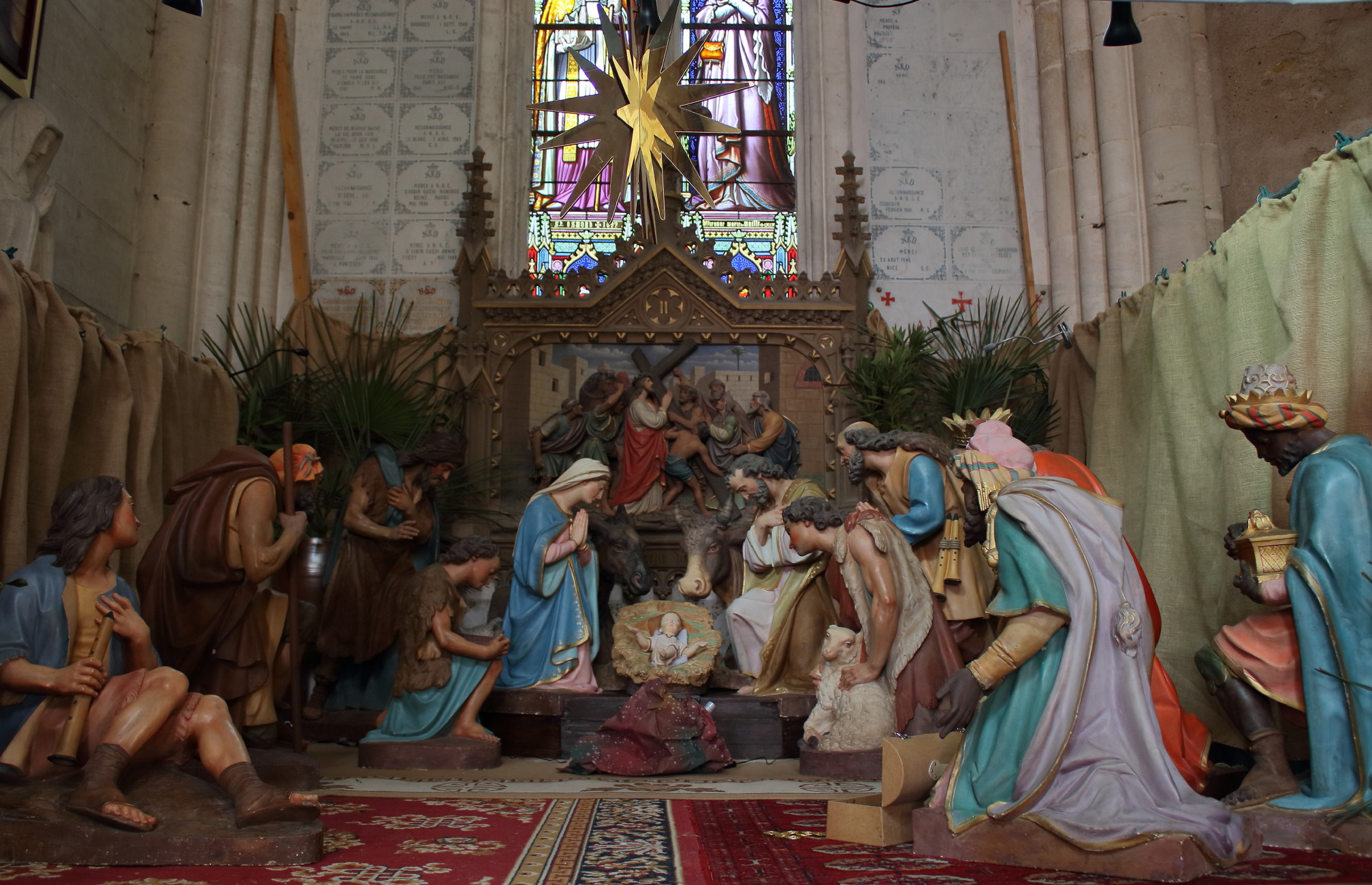
Nascita di Gesù
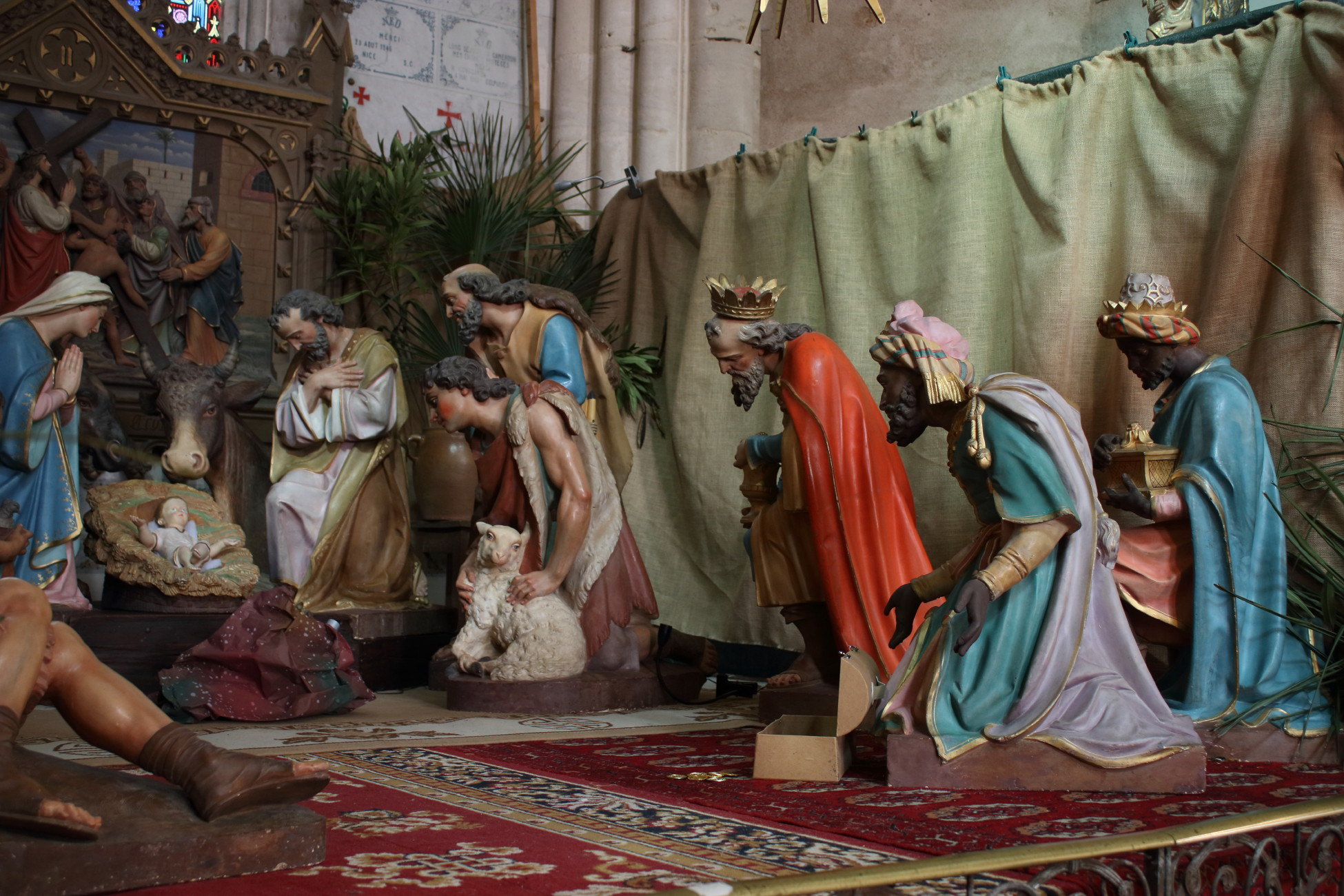
Adorazione dei Magi

### Via Crucis
La Via Crucis è stata realizzata dall'Union internationale artistique de Vaucouleurs.

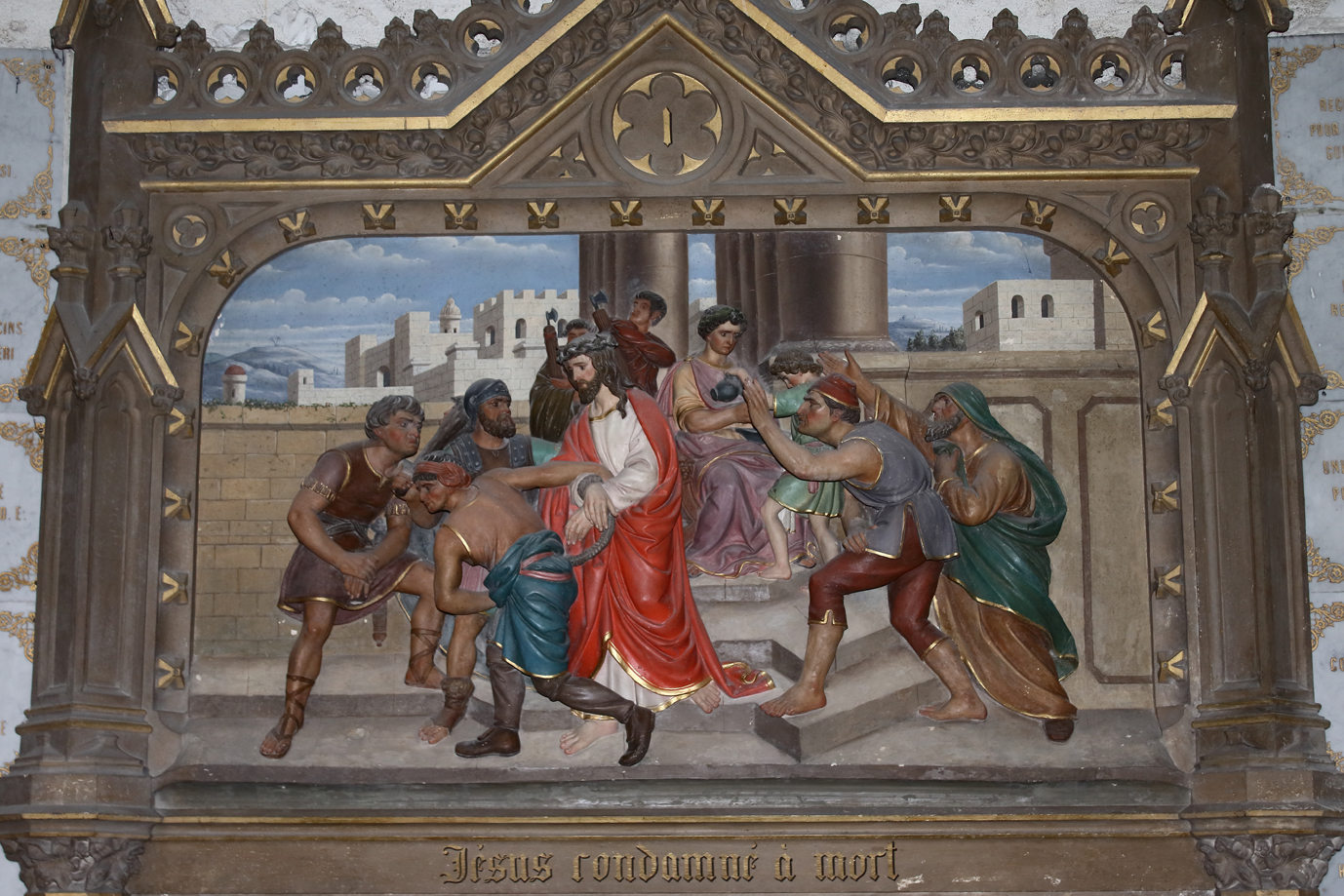
Gesù è condannato a morte
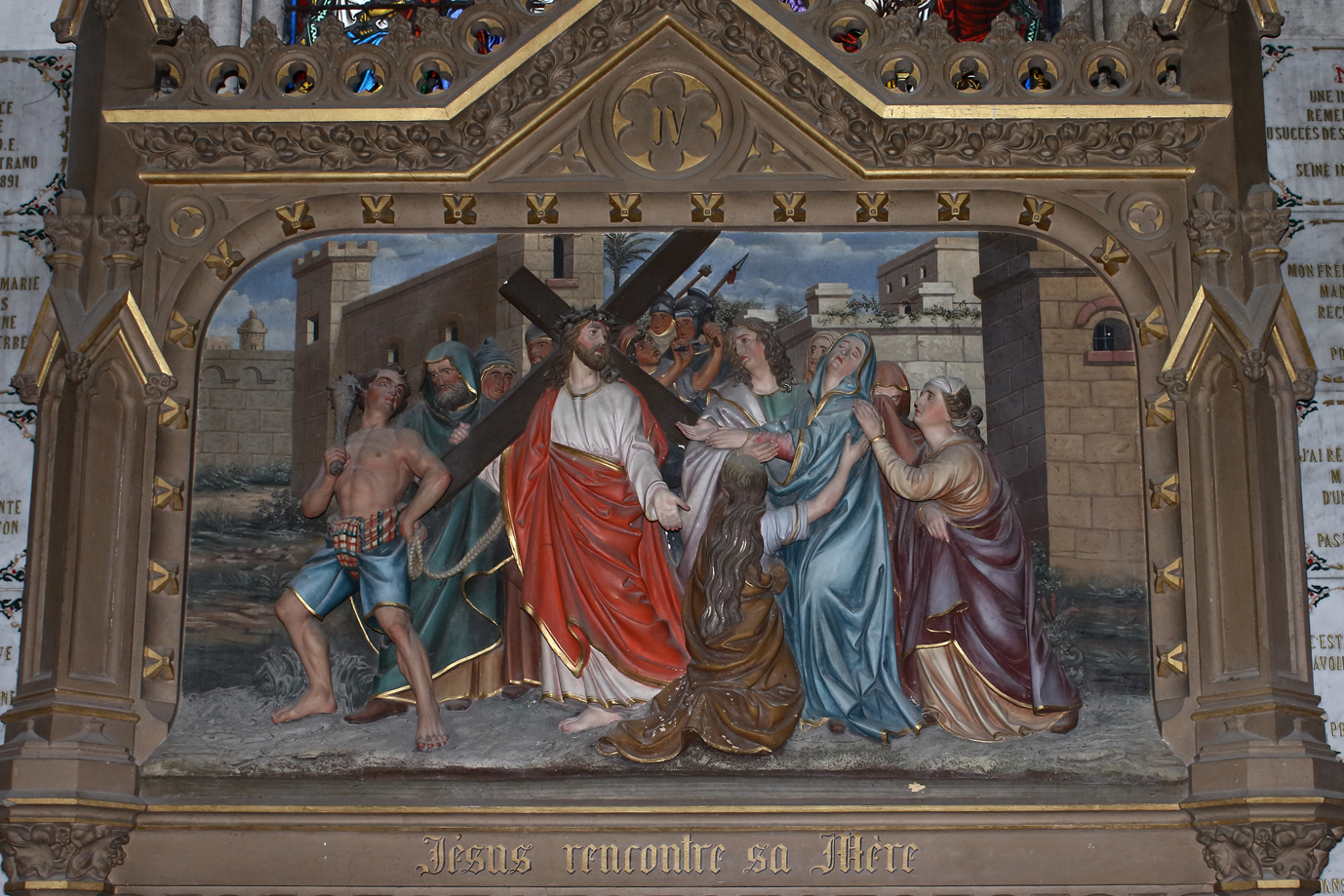
Gesù incontra sua madre
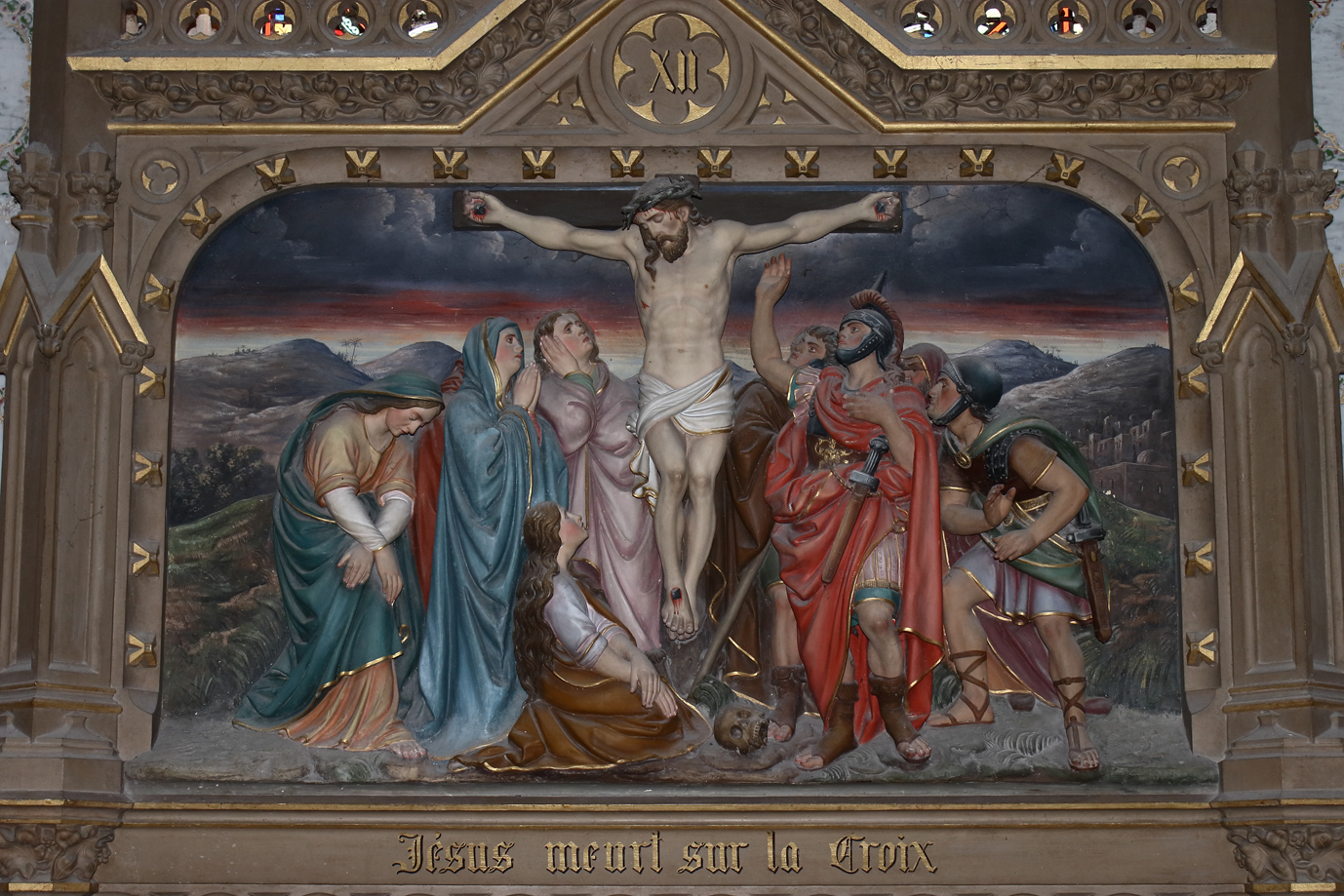
Gesù muore in croce

### Vetrate
Le vetrate sono state realizzate dall'atelier Lobin di Tours.

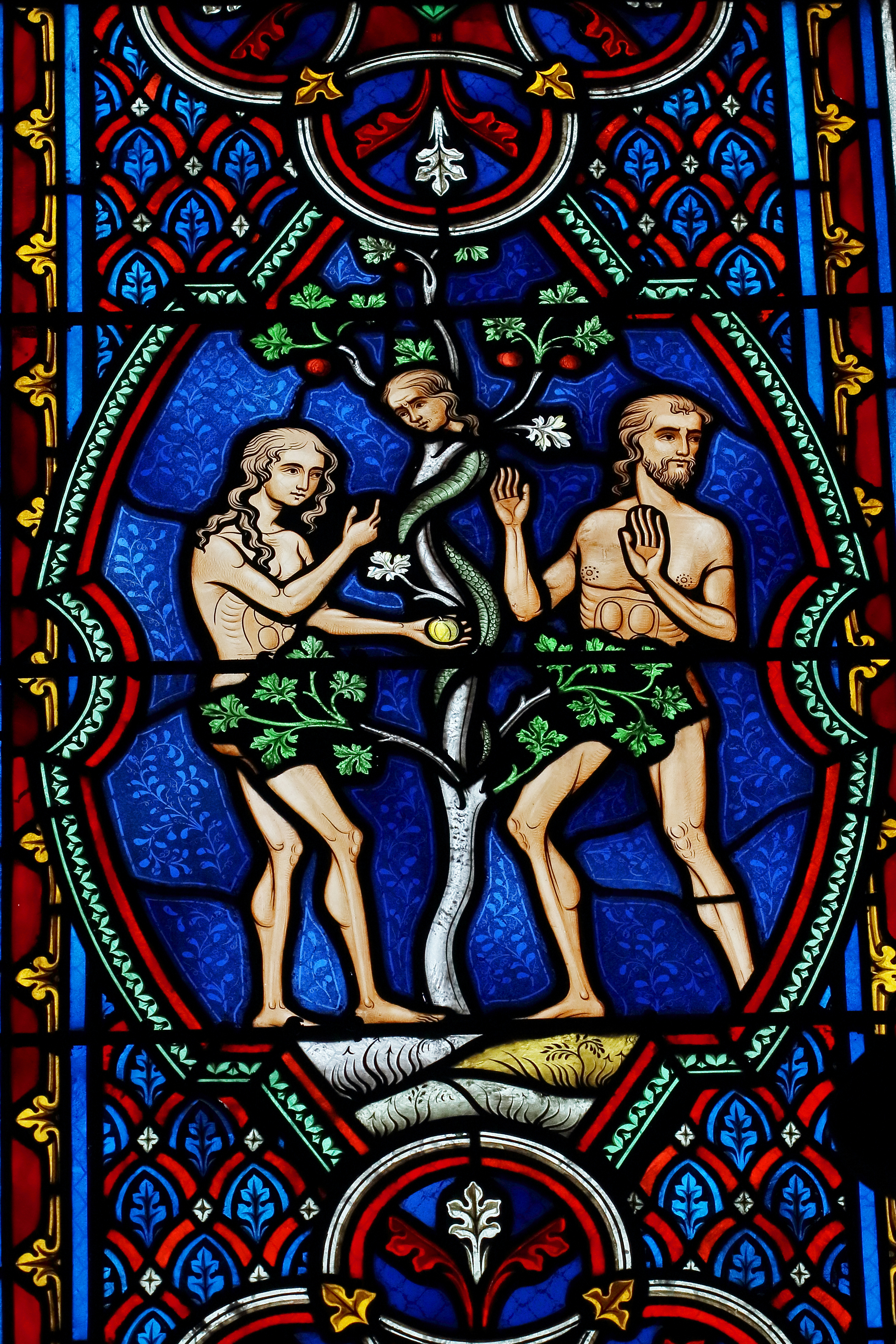
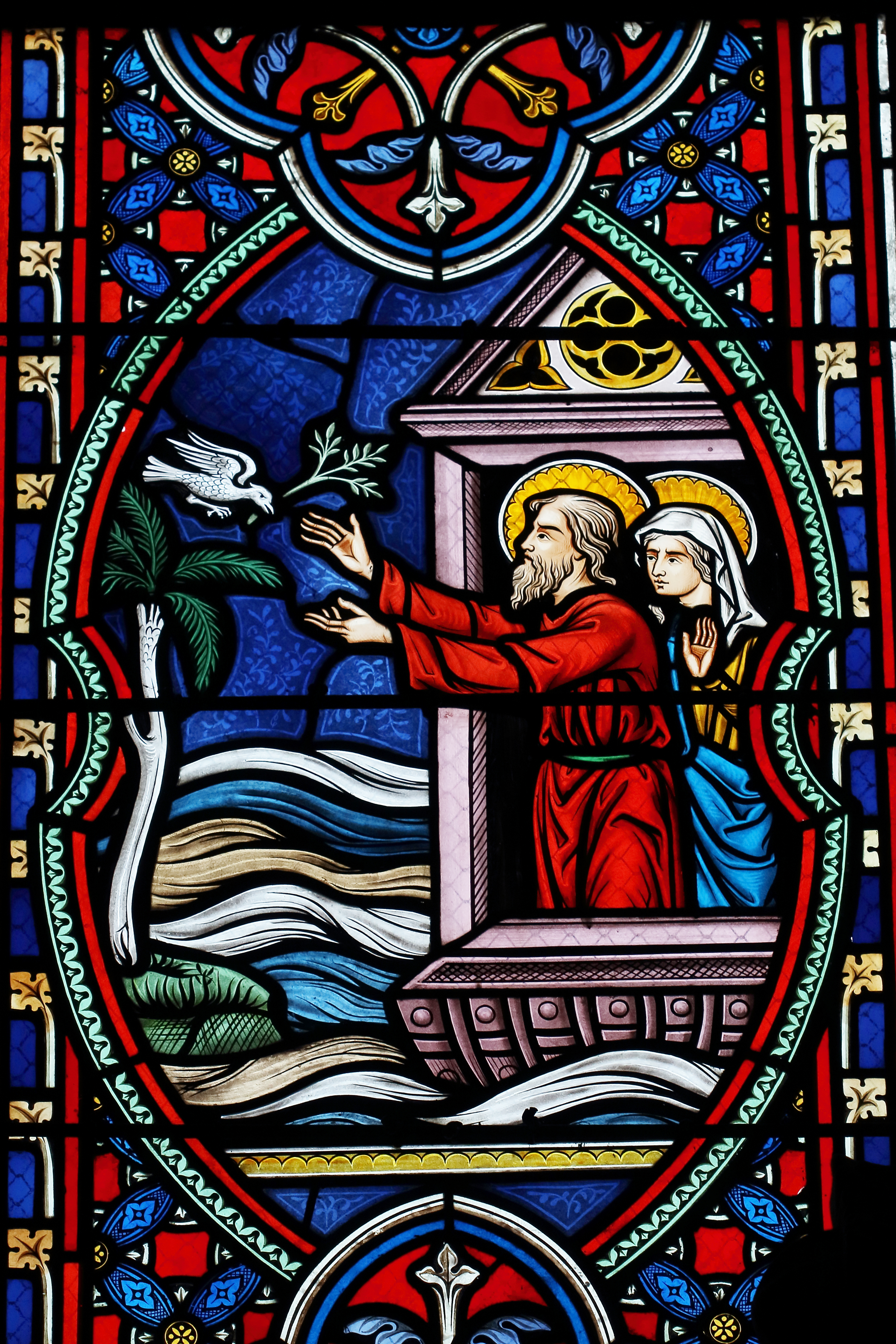
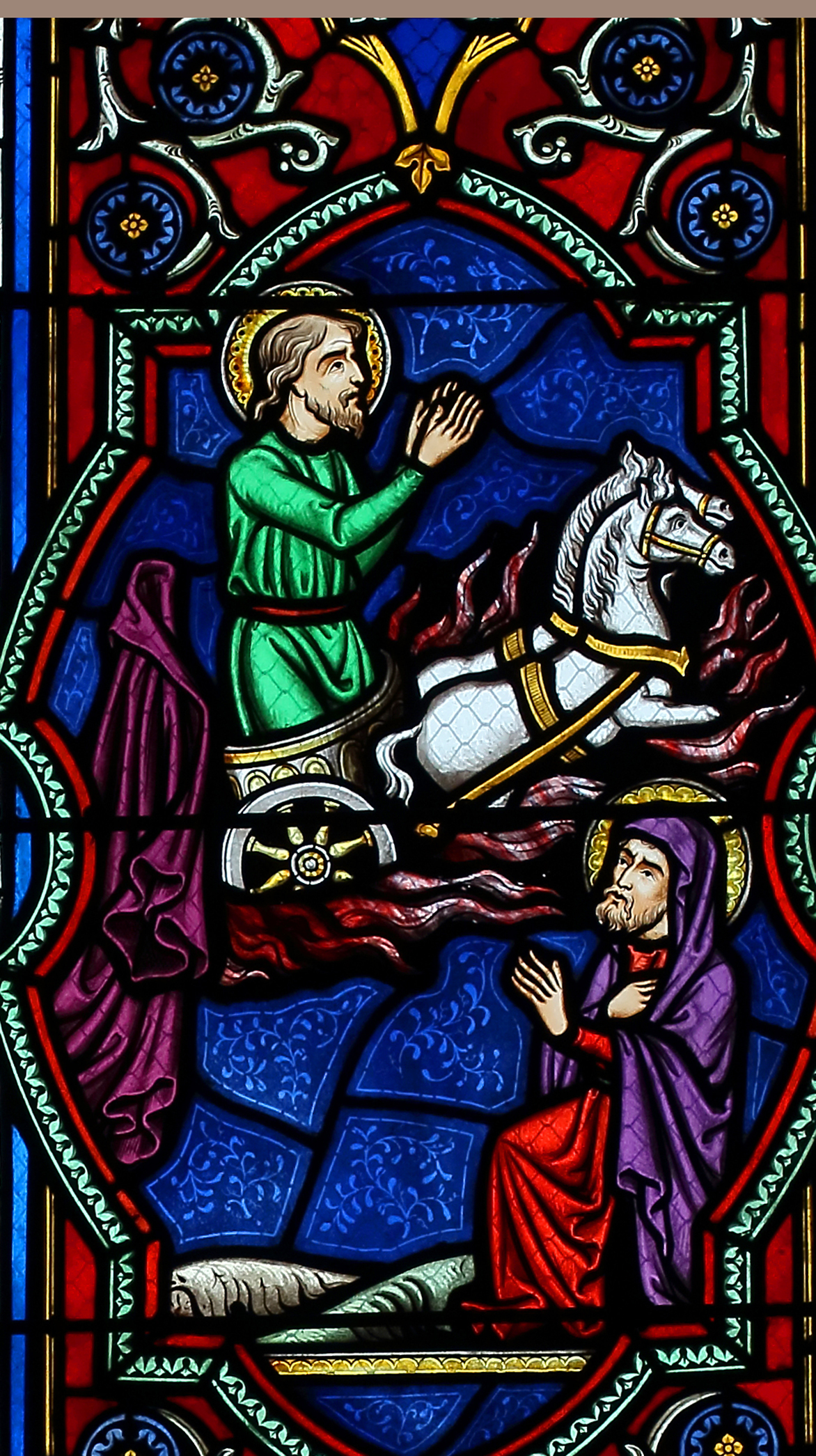
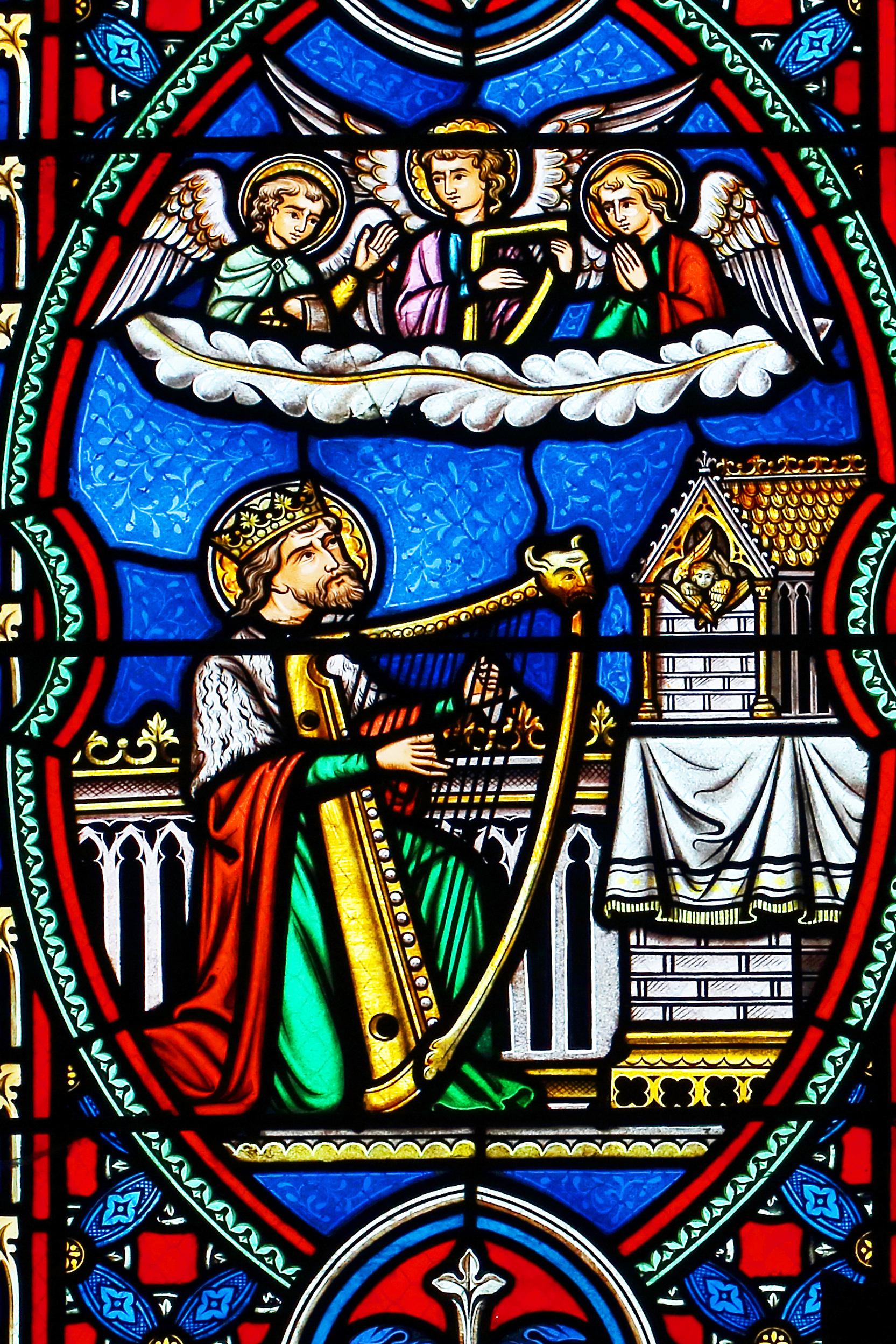
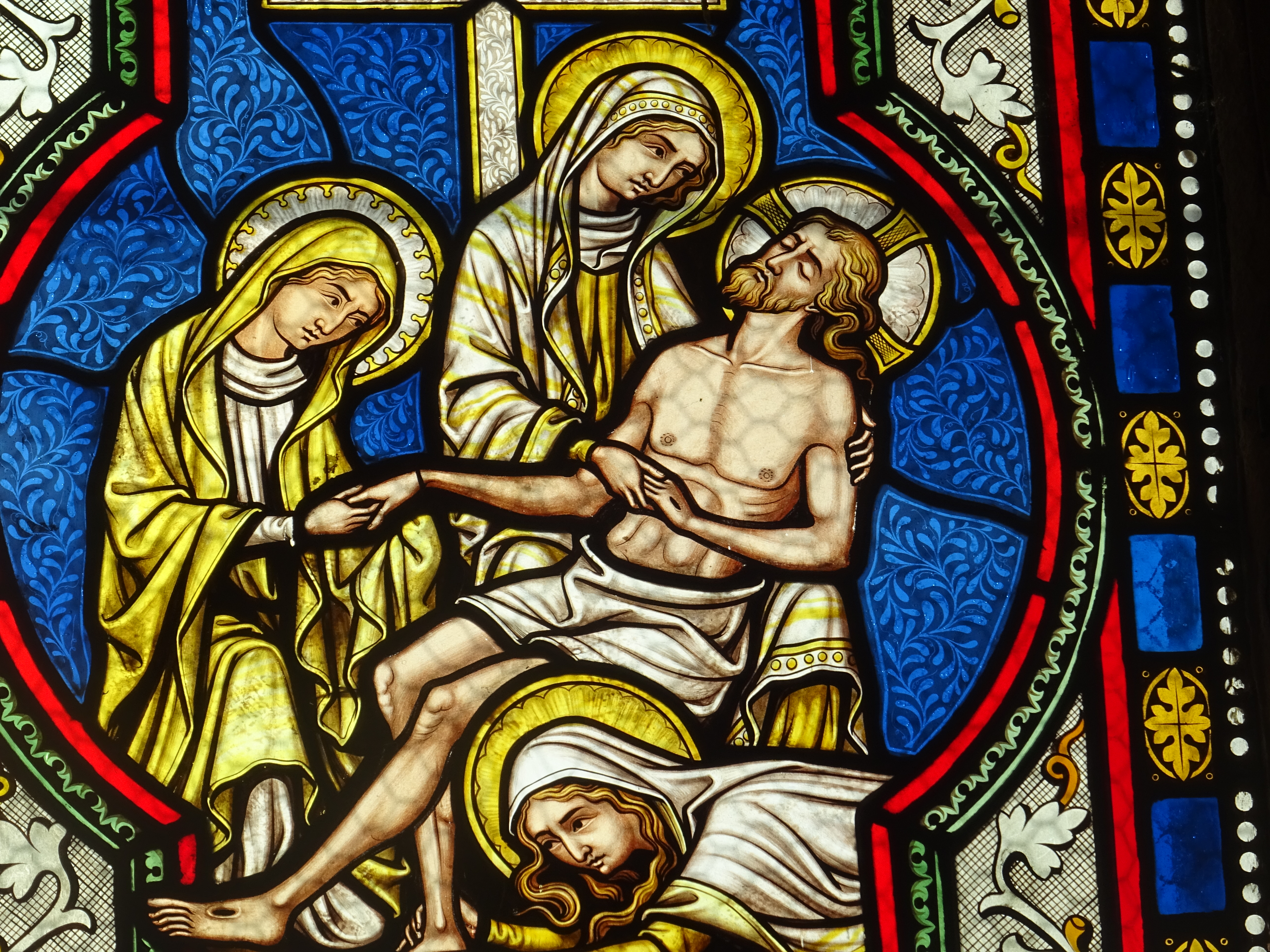
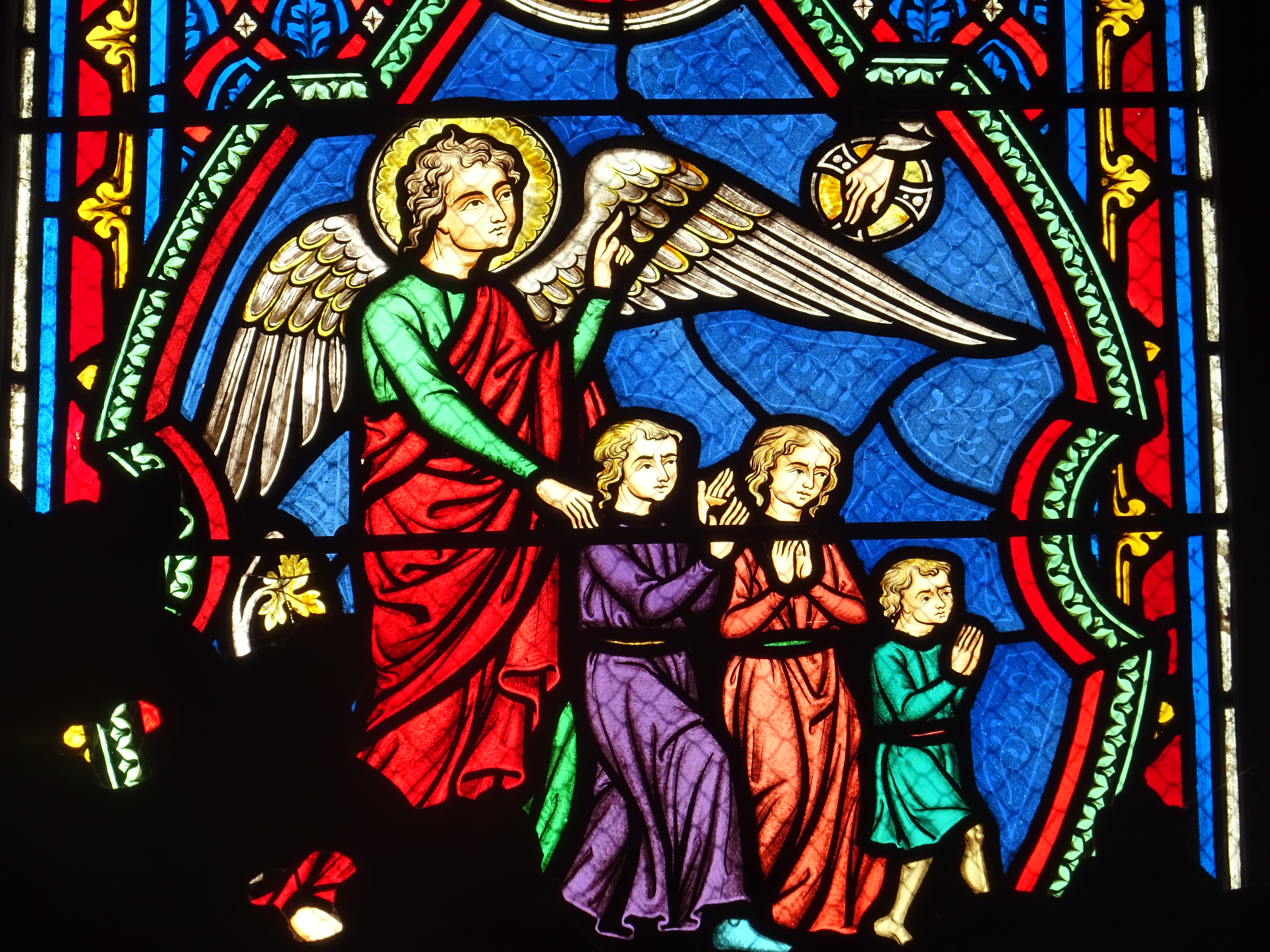

### Targhe commemorative
Quattro targhe commemorative ricordano l'iniziativa di Jacques-Marie Ducros, la benedizione della prima pietra dell'edificio, la benedizione della statua della Madonna dei Bambini il 29 agosto 1869 e la sua incoronazione a nome di papa Pio XI il 26 agosto 1923.

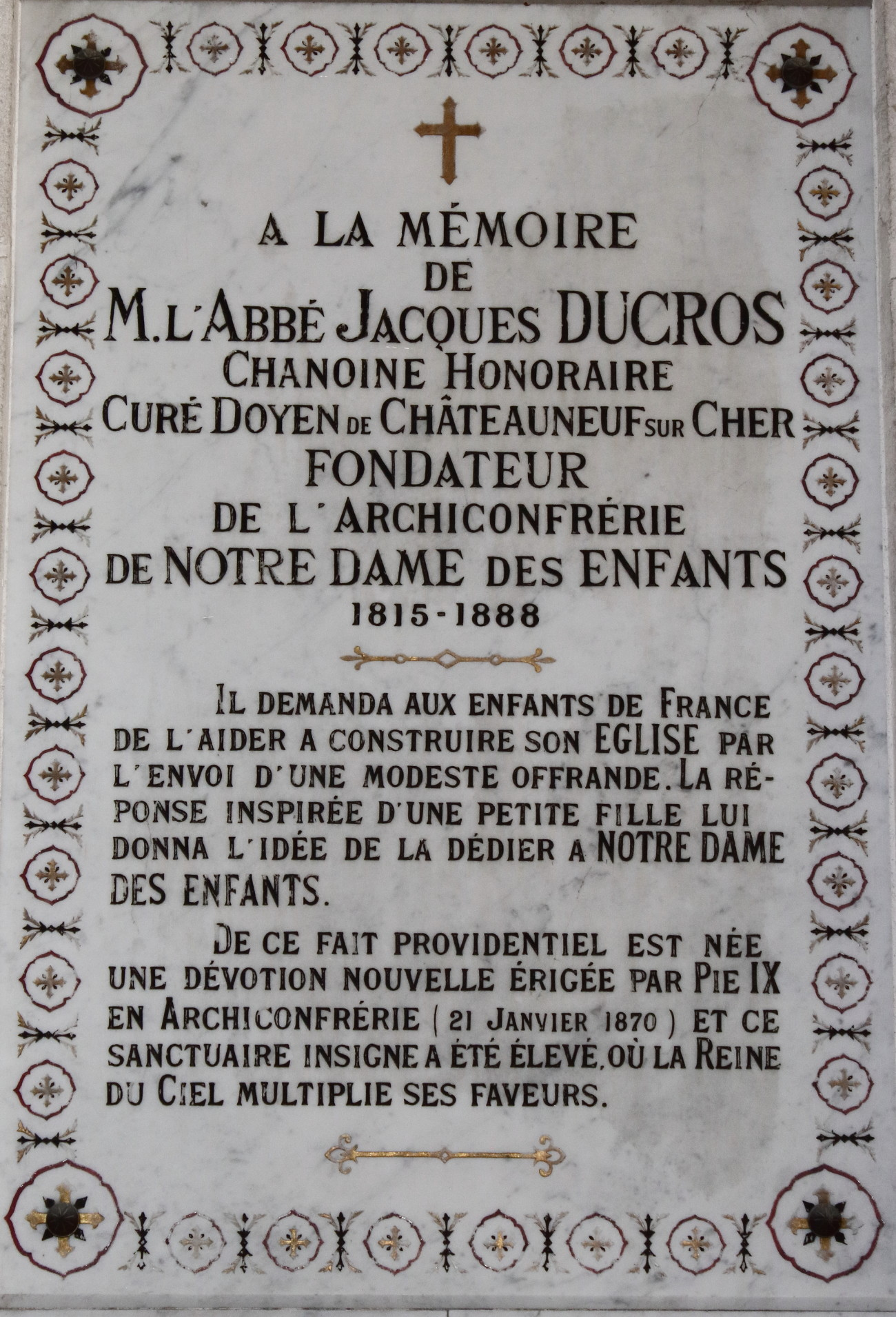
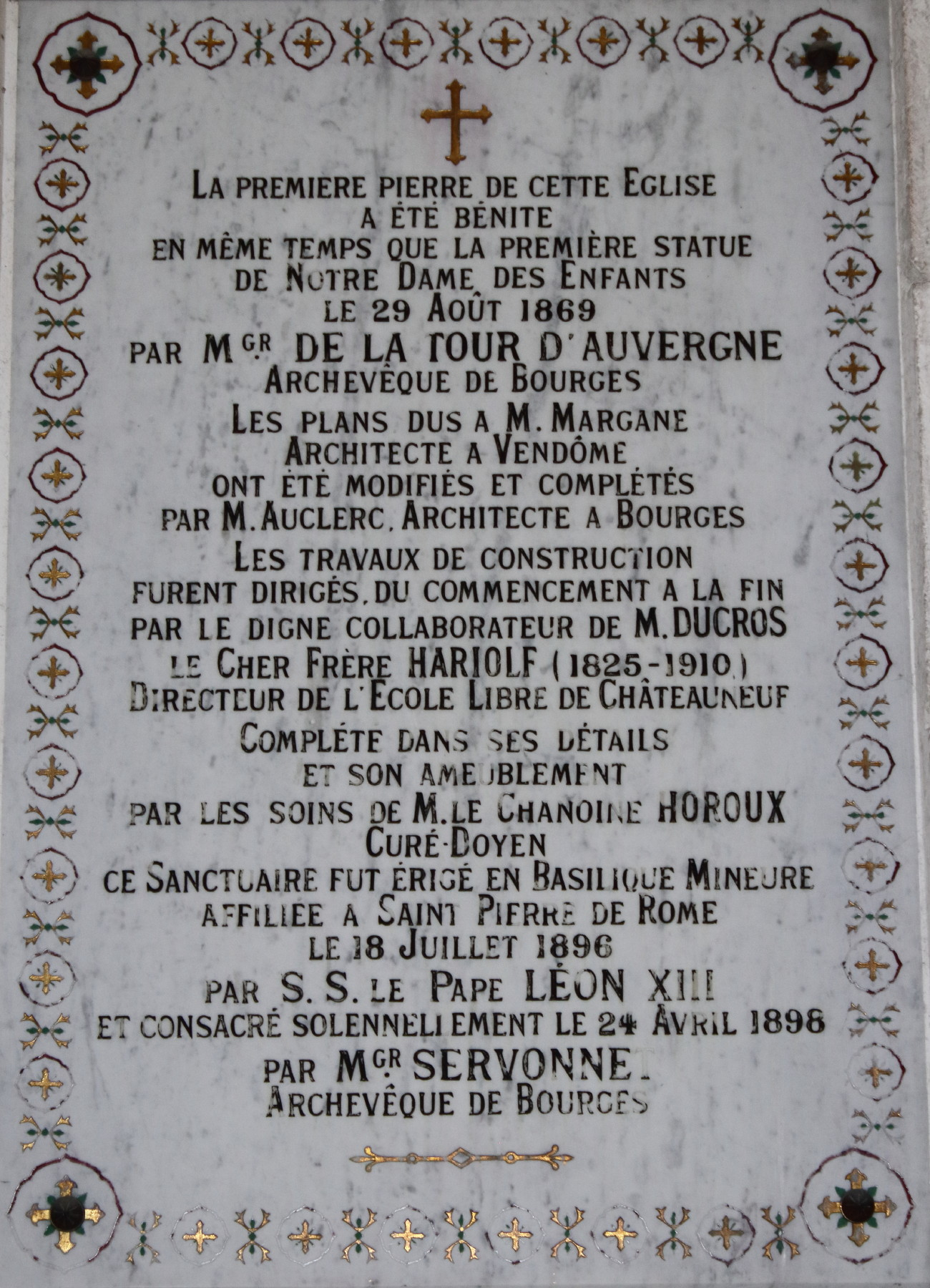
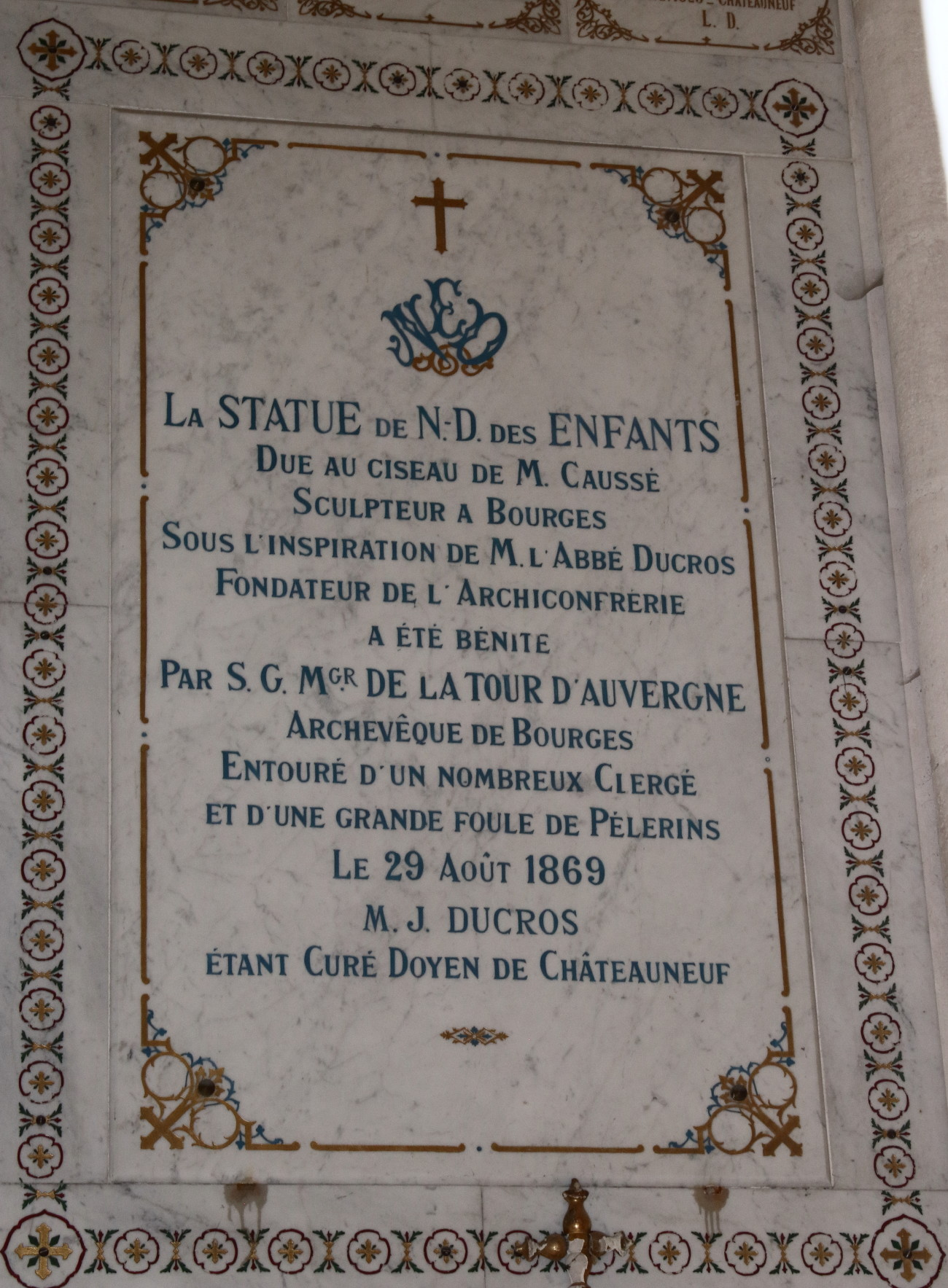
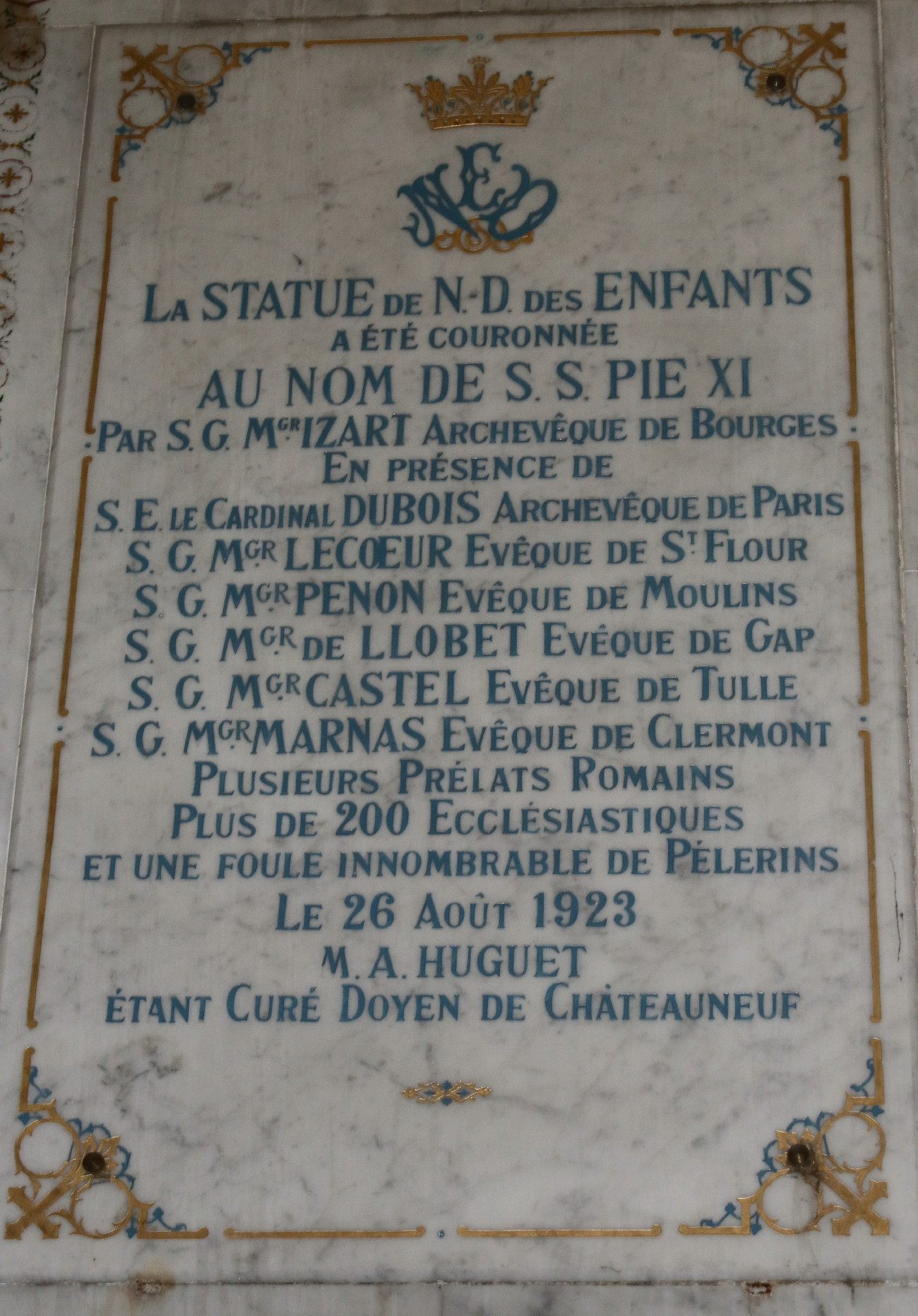

Duemila ex voto ricoprono le pareti delle navate laterali e delle cappelle.

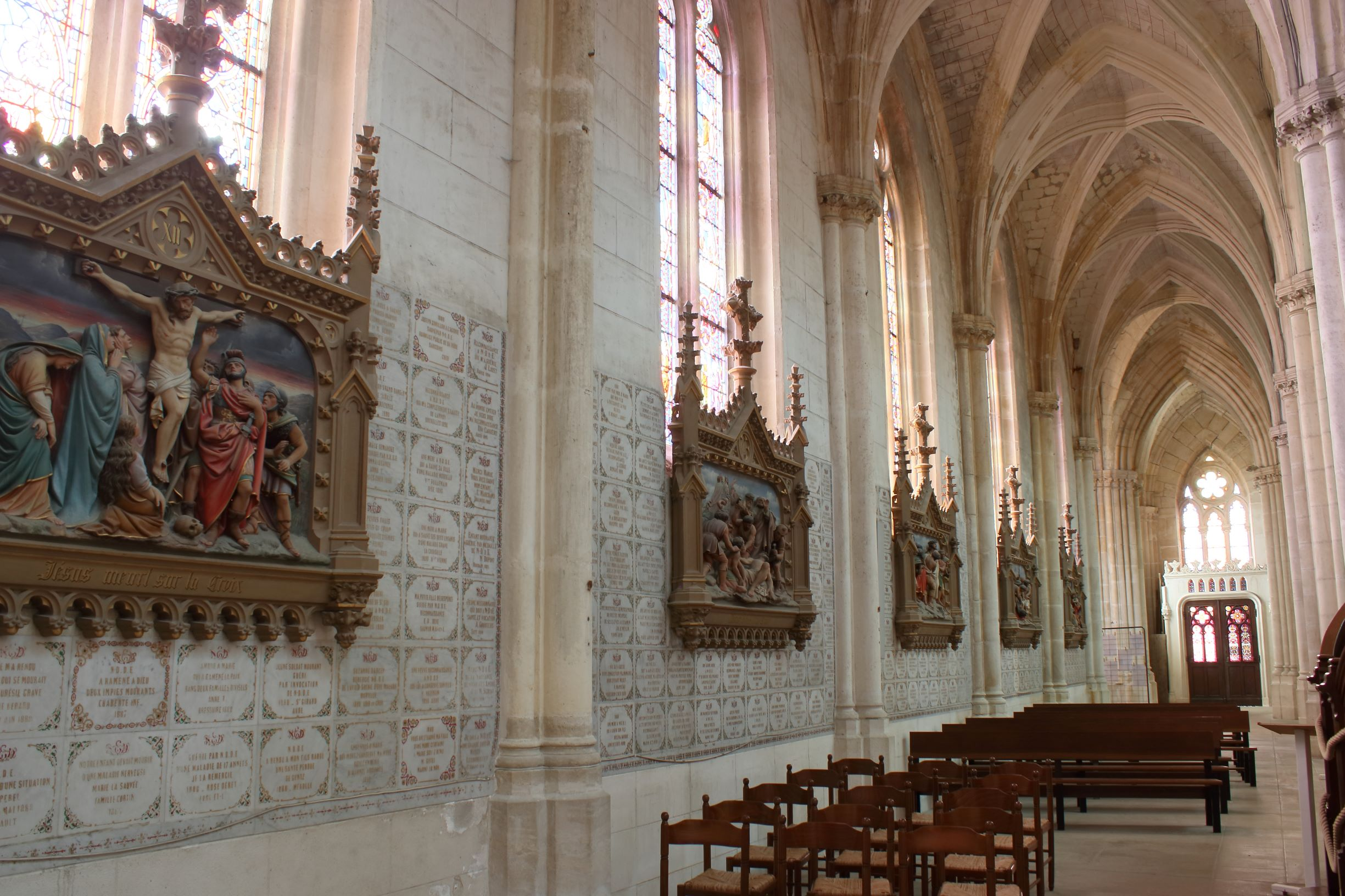
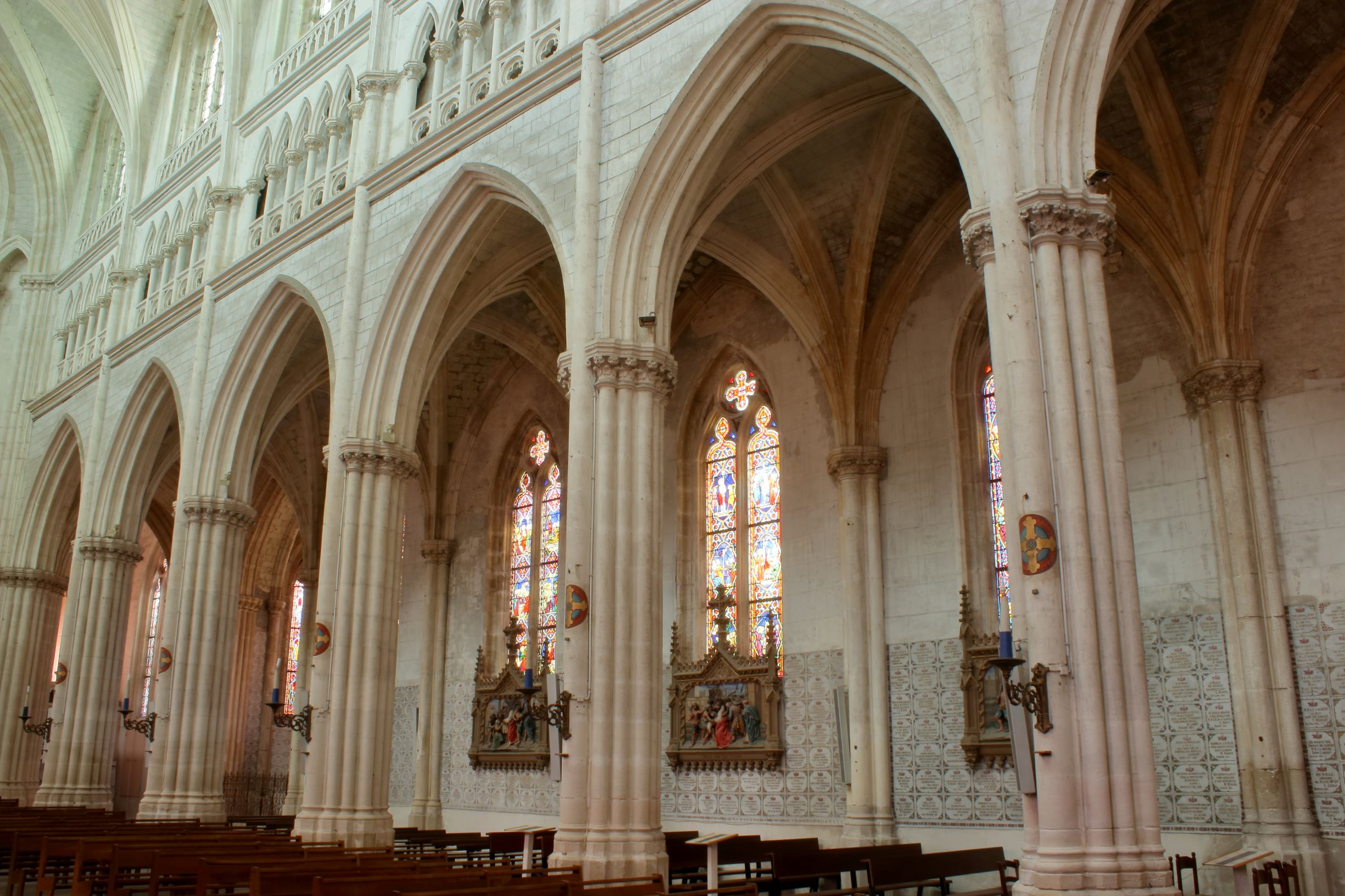
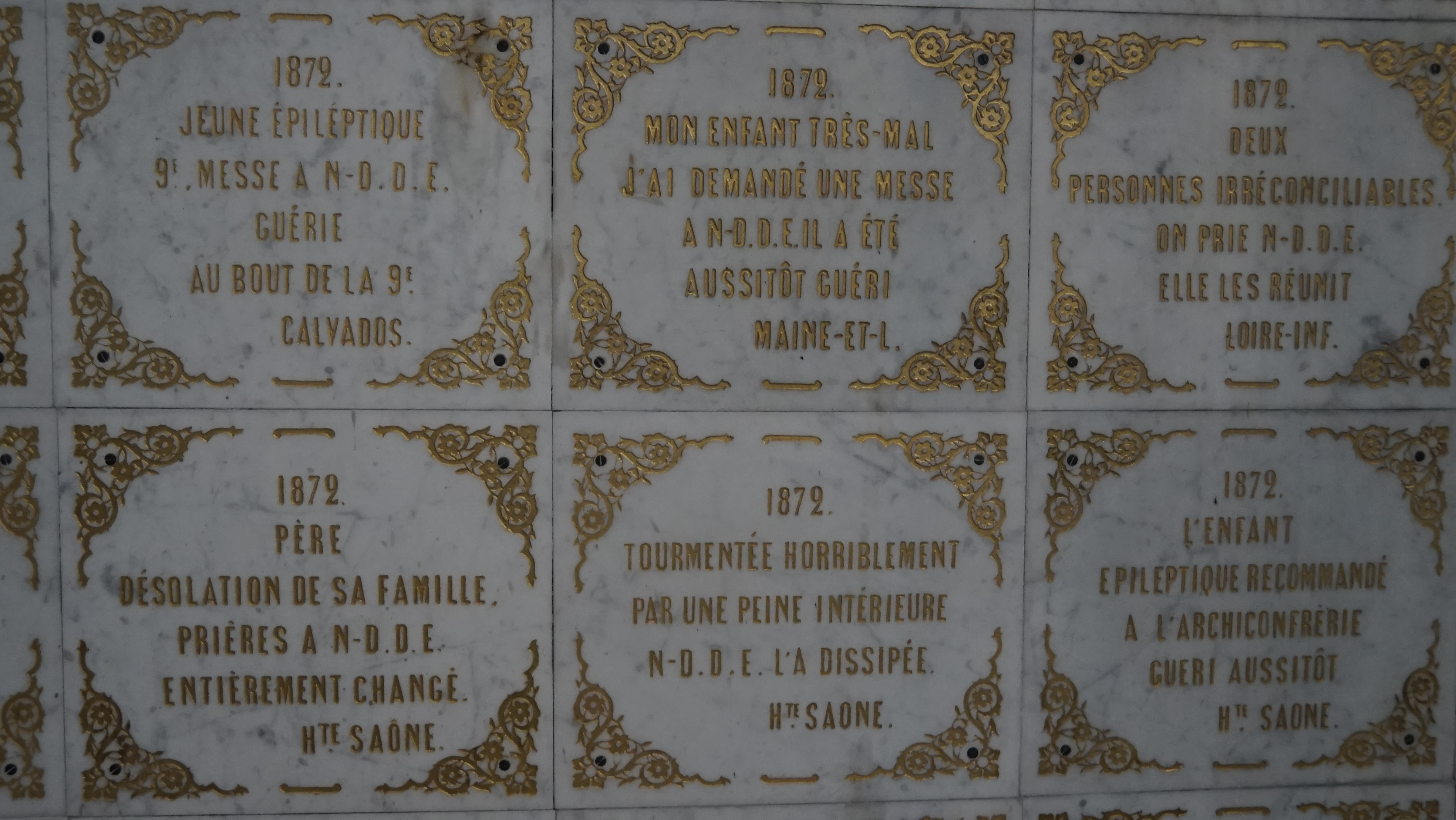

## Pellegrinaggio a Notre-Dame des Enfants
Dal 1879 la basilica è aperta al culto cattolico; il più importante pellegrinaggio si tiene ogni anno durante il mese di maggio.